# مغز انسان
مَغزِ انسان، مرکز فرماندهی بدن است. این عضو نرم، پیچ‌خورده و پیچیده درون جمجمه قرار دارد و همه چیز را کنترل می‌کند؛ از فکر کردن و احساس کردن گرفته تا نفس کشیدن، خوابیدن، حرف زدن و حرکت کردن.
مغز انسان یکی از پیچیده‌ترین و حیاتی‌ترین اندام‌های بدن است که وظیفه کنترل افکار، احساسات، حرکات و عملکردهای حیاتی مانند تنفس و ضربان قلب را بر عهده دارد. این اندام درون جمجمه قرار دارد و به‌وسیله مایع مغزی-نخاعی و سه لایه محافظ به نام پرده محافظت می‌شود.
مغز با استفاده از یاخته‌های عصبی (نورون‌ها) پیام‌هایی را به بقیهٔ بدن می‌فرستد و از آن‌ها دریافت می‌کند. این پیام‌ها خیلی سریع جابه‌جا می‌شوند، مثل سیم‌های برق که پیام را بین مغز و بدن رد و بدل می‌کنند.
مغز از دو نوع ماده اصلی تشکیل شده است: ماده خاکستری که مسئول پردازش اطلاعات است و ماده سفید که اطلاعات را بین بخش‌های مختلف مغز و بدن منتقل می‌کند. این ارتباطات از طریق میلیاردها یاخته عصبی انجام می‌شود که با ارسال سیگنال‌های الکتریکی و شیمیایی، اطلاعات را پردازش و منتقل می‌کنند.
مغز انسان به بخش‌های مختلفی تقسیم می‌شود که هرکدام کار خاصی دارند:
- مخ: بزرگ‌ترین بخش است و کارهای فکری، حافظه، زبان و تصمیم‌گیری را انجام می‌دهد.
- مخچه: در پشت مغز قرار دارد و تعادل و هماهنگی حرکت‌ها را تنظیم می‌کند.
- ساقه مغز: بین مغز و نخاع قرار دارد و کارهای خودکار مثل ضربان قلب، تنفس و فشار خون را کنترل می‌کند.[۵]

هر بخش از مغز نقش خاصی در عملکرد کلی بدن دارد و با همکاری یکدیگر، بدن را در حالت تعادل و عملکرد مناسب نگه می‌دارند.
به عبارتی علمی‌تر، مغز عضو مرکزی دستگاه عصبی انسان است که به همراه طناب نخاعی، دستگاه عصبی مرکزی را تشکیل می‌دهند. مغز، شامل مخ، ساقه مغز و مخچه است. این عضو، اکثر فعالیت‌های بدن، همچون پردازش، یکپارچه سازی و هماهنگ‌کردن اطلاعات دریافتی از اعضای حسی را کنترل کرده و با ارسال دستورالعمل‌هایی به سایر نقاط بدن، تصمیم‌سازی می‌کند. مغز در استخوان‌های جمجمه قرار داشته و توسط آن‌ها محافظت می‌شود.
مخ، بزرگ‌ترین بخش از مغز انسان بوده و شامل دو نیمکره است. هستهٔ داخلی هر نیم‌کره از ماده سفید و سطح خارجی — قشر مغز — از ماده خاکستری تشکیل شده است. قشر مغز دارای لایه‌ای خارجی به نام نئوکورتکس و لایه‌ای داخلی به نام آلوکورتکس است. نوقشر (نئوکورتکس) از شِش لایه نورونی تشکیل شده در حالی که آلوکورتکس، سه یا چهار لایه نورونی دارد. هر نیم‌کره به‌طور قراردادی به چهار لوب پیشانی، گیجگاهی، آهیانه، پس‌سر تقسیم شده که به وسیله چین خوردگی‌های عمیقی از یکدیگر جدا شده‌اند. لوب پیشانی، جایگاه عملکردهای اجرایی همچون خود-کنترلی، برنامه‌ریزی، استدلال و تفکر مجرد است در حالی که لوب پس‌سری به بینایی اختصاص داده شده است. در داخل هر لوب، نواحی قشری دارای مناطق عملکردی به‌خصوصی چون حسی، حرکتی و ارتباطی است. گرچه نیم‌کره‌های چپ و راست شباهت گسترده‌ای از نظر شکل و عملکرد با یکدیگر دارند، اما برخی از این عملکردها مرتبط با یک سمت اند، همچون زبان که به نیم‌کره چپ و توانایی تصور بصری-فضایی که به نیم‌کره راست مغز مرتبط اند. نیم‌کره‌ها توسط نوارهای عصبی رابط به هم متصل می‌شوند، بزرگ‌ترین این نوارها، جسم پینه‌ای است.
مخ، توسط ساقه مغز به طناب نخاعی متصل شده که خود دارای سه بخش میان‌مغز، پل مغز و بصل النخاع است. مخچه توسط سه جفت نوار عصبی به نام پایک‌های مخچه‌ای به ساقه مغز متصل می‌شود. در مخ، دستگاه بطنی شامل چهار بطن به هم متصل، قرار دارد که در آن‌ها مایع مغزی-نخاعی تولید شده و به گردش در می‌آید. زیرِ قشر مخ، ساختارهای مهم و متعددی مانند تالاموس، اپی‌تالاموس، غده پینه‌آل، هیپوتالاموس، غده هیپوفیز، (ساب‌تالاموس)، ساختارهای لیمبیک (شامل بادامک و اسبک)، عایق مغز، هسته‌های مختلف از عقده‌های قاعده‌ای (شامل ساختارهای قاعده‌ای مغز قدامی و سه عضو دور بطنی) قرار دارد. سلول‌های مغز شامل نورون‌ها و سلول‌های گلیال پشتیبان هستند. بیش از ۸۶ میلیارد نورون در مغز وجود دارند و تعداد سایر سلول‌های مغز نیز عددی کم و بیش برابر با همین مقدار است. فعالیت مغزی به دلیل اتصالات بین نورونی و آزاد شدن ناقلان عصبی از آن‌ها، در پاسخ به پتانسیل عمل شکل می‌گیرد. نورون‌ها به یکدیگر متصل می‌شوند تا مسیرهای نورونی، مدارهای عصبی و سامانه‌های شبکه‌ای را تشکیل دهند؛ نتیجه این ساختار، مداری است که براساس فرایند انتقال عصبی عمل می‌کند.
مغز دارای سه فرایند محافظتی به نام‌های جمجمه، مایع مغزی-نخاعی و سد خونی‌مغزی است. جمجمه، مغز را از آسیب‌های احتمالی حفظ می‌کند، مایع مغزی-نخاعی، مغز را در استخوان جمجمه ثابت نگه می‌دارد و سد خونی-مغزی دارای مویرگ‌های پیوسته بوده و مغز را از جریان عمومی خون جدا می‌کند. با این حال، مغز هنوز هم در معرض آسیب، بیماری و عفونت قرار دارد. آسیب ممکن است توسط تروما یا فقدان تغذیه خونی ناشی از سکته باشد. مغز نسبت به اختلالات زوال آسیب‌پذیر است، این اختلالات شامل بیماری آلزایمر، ام‌اس و اختلالات شناختی مرتبط با ایدز می‌شود. تصور بر این است که بسیاری از بیماری‌های روانی مانند روان‌گسیختگی و افسردگی بالینی با بدعملکردی‌های مغزی مرتبط باشد. همچنین ممکن است مغز، محل تومورهای خوش‌خیم و بدخیم شود که عمدهٔ این تومورها از متاستاز سایر نقاط بدن ایجاد می‌گردد.
مطالعه کالبدشناسی مغز را نوروآناتومی و مطالعه عملکردهای مغزی را علوم اعصاب می‌نامند. فنون مختلفی جهت مطالعه مغز به کار می‌روند. به‌طور سنتی، ساختار مغزی دیگر جانوران بررسی و مطالعات میکروسکوپی بر روی آن‌ها صورت می‌گیرد. این روش بررسی غالباً بر روی جانورانی با ساختاری نزدیک به انسان مانند انسان‌سانان انجام و با فرایندهای مشابه در انسان مقایسه می‌شود. همچنین فناوری‌های تصویربرداری پزشکی چون تصویربرداری عصبی کارکردی و نوار مغزی (EEG) در مطالعه مغز نقش مهمی را ایفا می‌کنند. تاریخچه پزشکی افراد دچار آسیب مغزی، باعث شده است که بینش ما نسبت به عملکرد هر بخش از مغز افزایش یابد. تحقیقات روی مغز طی زمان پیشرفت کرده و مراحلِ فلسفی، آزمایشی و نظری را پشت سر نهاده است. یکی از این مراحل نوظهور، شبیه‌سازی فعالیت‌های مغزی است.
فلسفه ذهن برای قرن‌ها تلاش کرده تا مسئلهٔ طبیعتِ خودآگاهی و مسئلهٔ ذهن و بدن را حل کند. شبه‌علمی به نام فرنولوژی تلاش کرد تا در قرن نوزدهم میلادی، ویژگی‌های شخصیتی را در نواحی از قشر مغزی موضع‌سازی کند. در داستان‌های علمی-تخیلی، پیوند مغز در قالب افسانه‌هایی چون مغزِ دونووان (۱۹۴۲ میلادی) به تصویر کشیده شده است.

## ساختار

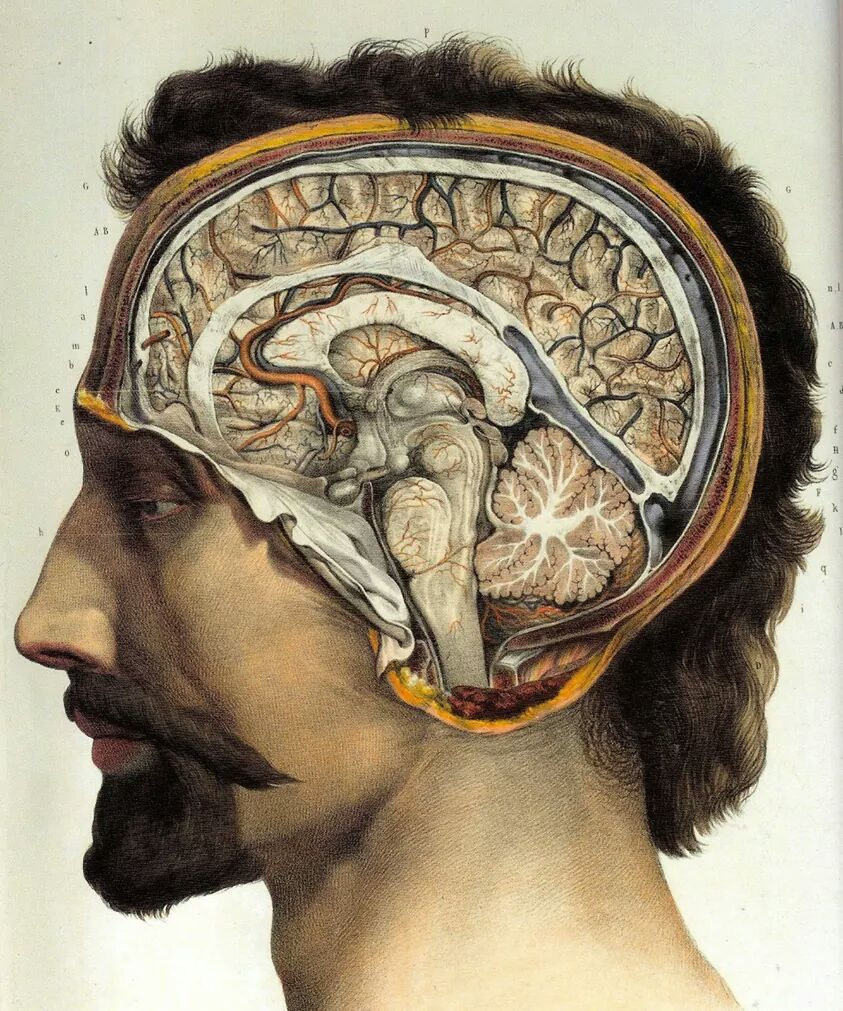
مغز انسان (سطح ساژیتال)

### کالبدشناسی کلان

اسکن ام‌آرآی از مغز انسان

مغز انسان بالغ به‌طور میانگین وزنی بین ۱٫۲ تا ۱٫۴ کیلوگرم دارد که در حدود ۲ درصد از وزن کل بدن است. حجم مغز در مردان حدود ۱۲۶۰ و در زنان ۱۱۳۰ سانتی‌متر مکعب است. وزن مغز بین افراد مختلف دارای نوسان زیادی است، به طوری که محدوده مرجع استاندارد برای مردان ۱٬۱۸۰ تا ۱٬۶۲۰ گرم و برای زنان ۱٬۰۳۰ تا ۱٬۴۰۰ گرم است.
مخ، شامل نیم‌کره‌های مغز است که بزرگ‌ترین بخش مغز را تشکیل داده و بر روی سایر ساختارهای مغزی قرار دارد. ناحیه بیرونی نیم‌کره‌ها، یعنی قشر مغز (ماده خاکستری)، شامل لایه‌های قشری از نورون‌ها است. هر نیم‌کره به وسیله شیارهایی به چهار لوب تقسیم می‌گردد: لوب پیشانی، لوب آهیانه‌ای، لوب گیجگاهی و لوب پس‌سری. برخی منابع سه لوب دیگر را نیز فهرست می‌کنند که شامل یک لوب مرکزی، لوب لیمبیک و لوب اینسولار است. لوب مرکزی، شکنج پیش‌مرکزی و شکنج پس‌مرکزی را تشکیل می‌دهد و آن را به عنوان لوبی مجزا در نظر گرفته‌اند، چرا که نقش عملکردی متمایزی دارد.
ساقه مغز که شبیه ساقه است، در ابتدای ناحیه میان‌مغز به مخ متصل شده و در همان موقعیت از مخ خارج می‌شود. ساقه مغز شامل میان‌مغز، پل مغز و بصل النخاع است. پشت ساقه مغز، مخچه قرار دارد.
مخ، ساقه مغز، مخچه و طناب نخاعی توسط سه لایه مننژ پوشیده شده‌اند. این سه لایه از خارج به داخل شامل لایهٔ سختی به نام سخت‌شامه، لایهٔ میانیِ عنکبوتیه و لایه لطیف نرم‌شامه (لایه ای که در تماس با مغز است) هستند. بین عنکبوتیه و نرم‌شامه، فضای زیرعنکبوتیه و تیغه‌های زیرعنکبوتیه‌ای قرار دارد که شامل مایع مغزی-نخاعی می‌شود. بیرونی‌ترین غشای قشر مخ، غشای قاعده‌ای نرم‌شامه به نام گلیای محدود کننده قرار داشته که بخش مهمی از سد خونی-مغزی است. مغز زنده بسیار نرم بوده و مثل توفو حالتی ژل مانند دارد. لایه‌های قشری از جنس نورون، بخش اعظم ماده خاکستری مخ را تشکیل می‌دهند، در حالی که نواحی زیرقشری از جنس آکسون‌های میلینی شده، ماده سفید را تشکیل می‌دهند. مادهٔ سفید مغز، حدود نیمی از حجم کلِ مغز را شامل می‌شود.

#### مخ

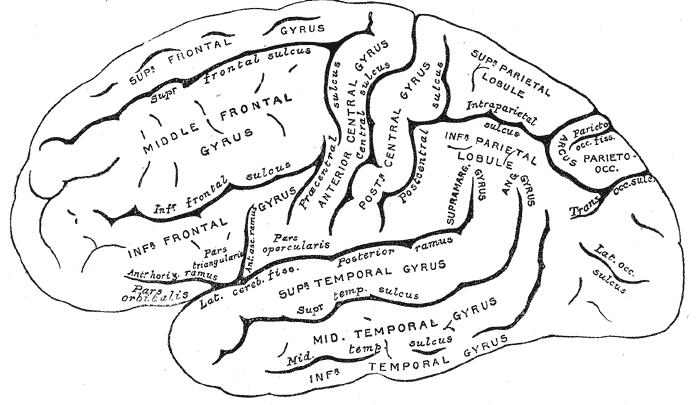
شنکنج‌ها و شیارهای اصلی روی سطح بیرونی قشر

لوب‌های مغز

مخ، بزرگ‌ترین بخش مغز است و توسط شکاف عمیقی به نام شیار طویلی، به نیم‌کره‌های چپ و راست تقسیم‌بندی می‌شود که تقریباً متقارن اند. به عدم تقارن بین لوب‌ها، پتالیا می‌گویند. نیم‌کره‌ها توسط پنج رابط به هم متصل اند که کل شیار طولی را پیموده و بزرگ‌ترین بخش آن را جسم پینه‌ای می‌نامند. هر نیم‌کره به صورت قراردادی به چهار لوب (لّختهٔ) اصلی تقسیم‌بندی می‌گردند؛ لوب پیشانی، لوب آهیانه‌ای، لوب گیجگاهی و لوب پس‌سری که نامگذاریشان براساس استخوان‌های جمجمه‌ای است که بر روی هر کدام از این قسمت‌ها قرار دارند. هر لوب با یک یا دو عملکرد اختصاصی همراه است که این عملکردها با یکدیگر همپوشانی دارند. سطح مغز چین خوردگی‌هایی دارد که به برآمدگی‌هایی به نام شکنج و فرورفتگی‌هایی به نام شیار تقسیم‌بندی شده و اغلب براساس موقعیتشان نامگذاری می‌شوند، همچون شکنج پیشانی از لوب پیشانی یا شیار مرکزی که نواحی مرکزی نیم‌کره‌ها را از هم جداسازی می‌کند. تغییرات کوچک بسیاری در نوع چین خوردگی‌های دوم و سوم افراد مختلف وجود دارد.
بخش بیرونی مخ را قشر مغز می‌نامند که از ماده خاکستری تشکیل شده و در لایه‌های مختلف آرایش یافته‌اند. این لایه بین ۲ تا ۴ میلیمتر ضخامت دارد و به صورت عمیق تا خورده و ظاهری پیچ‌خورده را ایجاد می‌کند. زیر قشر مغز، ماده سفید مخی قرار دارد. بزرگ‌ترین بخش از قشر مخ، نئوکورتکس (نوقِشر) است که دارای شش لایه نورونی است. باقی قشر را آلوکورتکس می‌نامند که دارای سه یا چهار لایه است.
با تقسیم‌بندی قشر به حدود پنجاه ناحیه عملکردی متفاوت به نام نواحی برادمن، بر روی قشر مغز نقشه‌ای نگاشته شده است. وقتی این نواحی زیر میکروسکوپ دیده‌شوند، تمایز واضحی بینشان دیده می‌شود. قشر به دو ناحیه عملکردی اصلی تقسیم می‌شود: یک قشر حرکتی و یک قشر حسی. قشر حرکتی اولیه که آکسون‌ها را به سمت پایینِ نورون‌های حرکتی در ساقه مغز و طناب نخاعی می‌فرستد، بخش عقبی لوب پیشانی را در جلوی ناحیه پیکری-حسی اشغال می‌کند. نواحی حسی اولیه، پیام‌ها را از طریق هسته‌های رله‌ای از اعصاب حسی و نوارها در تالاموس دریافت می‌کنند. نواحی حسی اولیه شامل قشر بصری لوب پس‌سری، قشر شنوایی در بخش‌هایی از لوب گیجگاهی، قشر جزیره‌ای و قشر پیکری‌حسی در لوب آهیانه‌ای است. بخش‌های باقیمانده از قشر را نواحی ارتباطی می‌نامند. این نواحی ورودی‌هایشان را از نواحی حسی و بخش‌های پایین‌تر مغز دریافت کرده و درگیر فرایندهای شناختی پیچیدهٔ ادراک، تفکر و تصمیم‌گیری اند. عملکردهای اصلی لوب پیشانی مربوط به کنترل توجه، تفکر انتزاعی، رفتار، حل مسئله و واکنش‌های فیزیکی و شخصیت است. لوب پس‌سری، کوچک‌ترین لوب بوده و عملکردهای اصلی آن شامل ادراک بصری، پردازش بصری-فضایی، حرکت و ادراک رنگ است. یک لبول کوچکتر به نام گُوِه مغز نیز در لوب پس سری وجود دارد که وظیفه پردازش اطلاعات اولیه بینایی را بر عهده دارد. این لبول در کنترل فرایندهای اختلال دو قطبی نیز بسیار حائز اهمیت است. لوب گیجگاهی خاطرات شنوایی، بصری، زبانی و برخی از خاطرات گفتاری را کنترل می‌کند.

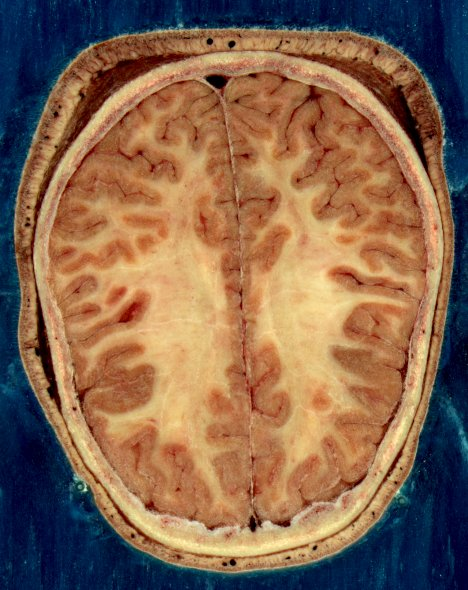
چین‌های قشری و ماده سفید در تشریح افقیِ سر

مخ شامل بطن‌ها است که مایع مغزی-نخاعی در آن مکان‌ها تولید شده و به گردش در می‌آید. در زیر جسم پینه‌ای، دیوارهٔ شفاف قرار دارد که غشای جداکنندهٔ بطن‌های طرفی می‌باشد. در زیر بطن‌های طرفی، تالاموس و در جلو و پایین آن نیز هیپوتالاموس قرار دارد. هیپوتالاموس به جلو کشیده شده و غده هیپوفیز را شکل می‌دهد. عقبِ تالاموس، ساقهٔ مغز واقع شده است.
عقده‌های قاعده‌ای که به آن‌ها هسته‌های قاعده‌ای نیز گفته می‌شود، دسته‌ای از ساختارها در عمق نیم‌کره‌ها هستند که درگیر تنظیم رفتار و حرکت می‌باشند. بزرگ‌ترین مؤلفهٔ آن، جسم مخطط است، سایر مؤلفه‌ها گویچهٔ رنگ‌پریده، توده سیاه و هسته سابتالاموس هستند. جسم مخطط به بخش شکمی و پشتی دسته‌بندی می‌شود، تقسیم‌بندی که براساس عملکرد و ارتباطات بنا شده است. جسم مخطط شکمی شامل هسته اکومبنس و پیاز بویایی است در حالی که جسم مخطط پشتی شامل هسته دم‌دار و پوتامن است. پوتامن و گلوبوس پالیدوس توسط کپسول داخلی از بطن‌های طرفی و تالاموس جدا شده‌اند، در حالی که هسته دم‌دار حول بطن‌های طرفی و روی وجوه بیرونی آن کشیده شده و بر آن‌ها مماس است. در عمیق‌ترین بخش شیار جانبی، بین قشر جزیره‌ای و جسم مخطط، ورقه نورونی نازکی به نام عایق مغز قرار دارد.
در بخش پایینی و جلویی «جسم مخطط» (بخشی از مغز)، گروهی از ساختارهای مغزی به نام «مغز پیشینِ زیرین»  قرار دارند. این بخش‌ها شامل مواردی مانند «هستهٔ پایه‌ای» ، «نوار مورّب بروکا» ، «مادهٔ نامعین»  و «هستهٔ میانی سپتوم» هستند.
این ساختارها برای تولید ماده‌ای شیمیایی به نام «استیل‌کولین» که یک «پیام‌رسان عصبی» (ناقل عصبی) است، اهمیت زیادی دارند. استیل‌کولین پس از ساخته شدن، به بخش‌های زیادی از مغز فرستاده می‌شود. مغز پیشین زیرین، به‌ویژه «هستهٔ پایه‌ای»، منبع اصلی پیام‌های کولینرژیک (مربوط به استیل‌کولین) در دستگاه عصبی مرکزی به سوی «جسم مخطط» و «قشر نو» (نئوکورتکس) به‌شمار می‌آید

#### مخچه

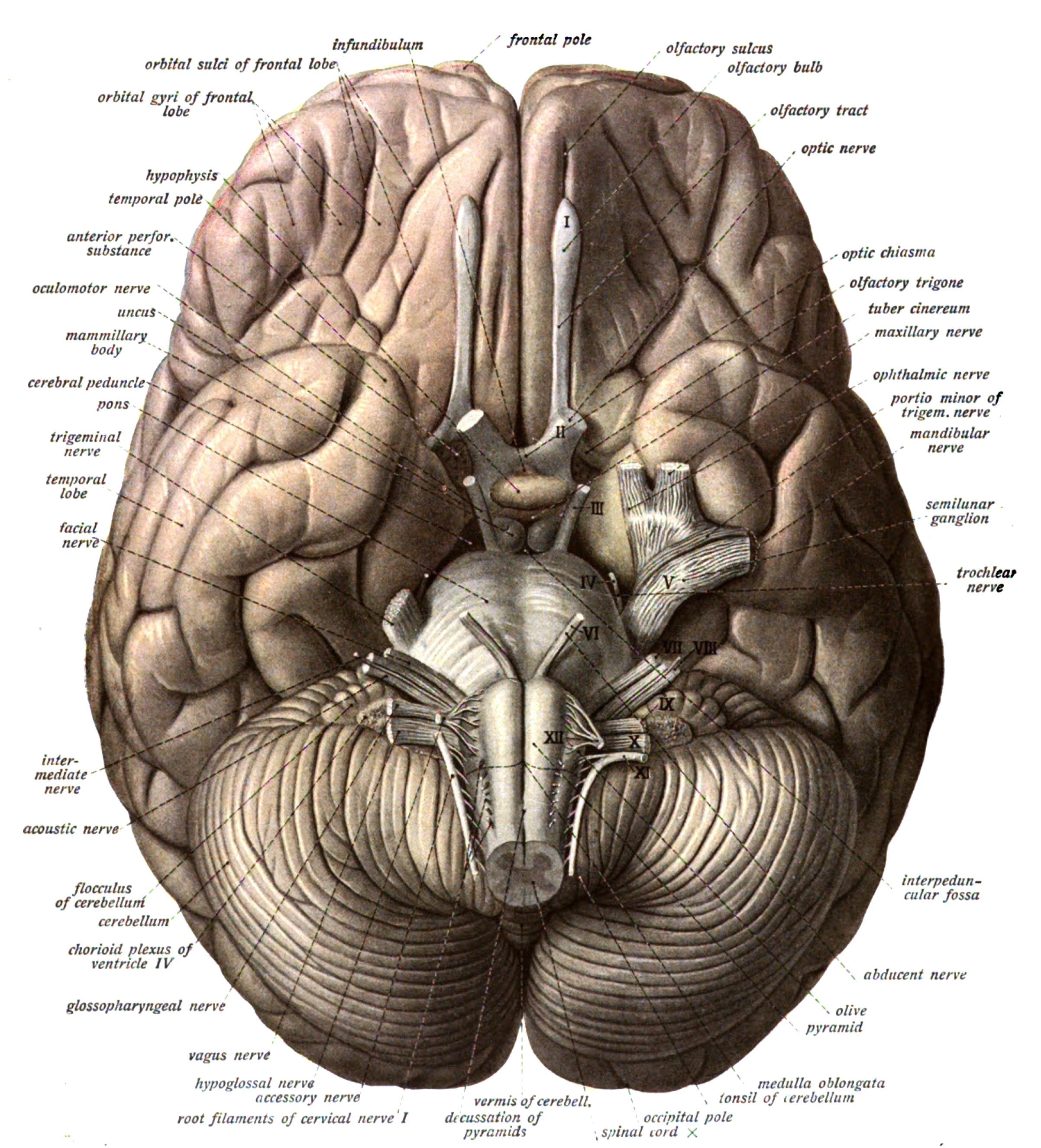
مغز انسان از نمای تحتانی، مخچه و ساقه مغز نشان داده شده

مخچه به یک لوب قدامی، یک لوب خلفی و لوب فلوکولوندولار‏ تقسیم‌بندی می‌گردد. کرمینه، بین لوب‌های خلفی و قدامی قرار داشته و آن‌ها را به هم متصل می‌کند. مخچه، در مقایسه با قشر مخ، قشر بیرونی بسیار نازکتری دارد، به طوری که شیارهای باریکی بر روی آن چندین چین خوردگی عرضی خمیده را ایجاد می‌کنند. زیر و بین این دو لوب، لوب سوم فلوکولوندولار قرار دارد. مخچه در سمت عقب حفره کرانیال قرار دارد، به طوری که زیر لوب‌های پس‌سری قرار داشته و توسط چادرینه مخچه که ورقه‌ای از فیبرها است از این‌ها جدا شده است.
مخچه توسط سه جفت از نوارهای عصبی به نام پایک‌های مخچه‌ای به ساقه مغز وصل شده‌اند. جفت پایک‌های فوقانی به میان‌مغز، جفت پایک‌های میانی به بصل النخاع و جفت پایک تحتانی نیز به پل مغزی متصل می‌شوند. مخچه شامل بخشی از بصل النخاعِ داخلی از جنس ماده سفید و یک قشر خارجی از جنس ماده خاکستری که غنی از چین‌خوردگی است. به نظر می‌رسد که لوب‌های قدامی و خلفی مخچه در هماهنگ‌کردن و هموار سازی حرکات پیچیده و لوب فلوکولوندولار نیز در حفظ تعادل نقش ایفا می‌کند گرچه که اختلاف نظرهایی در مورد عملکردهای شناختی، رفتاری و حرکتی آن وجود دارد.

#### ساقه مغز
ساقه مغز در زیر مخ قرار دارد و از میان‌مغز، پل مغز و مدولا تشکیل شده است. در قسمت پشتی جمجمه، حفره کرانیال قدامی و بر روی قسمتی از قاعده جمجمه معروف به کلیووس قرار دارد و به سوراخ بزرگ پس‌سری در استخوان پس‌سری ختم می‌شود. ساقه مغز در زیر آن به عنوان طناب نخاعی ادامه می‌یابد که توسط ستون مهره ای محافظت می‌شود.
ده جفت از دوازده جفت اعصاب مغزی مستقیماً از ساقه مغز خارج می‌شوند. ساقه مغز همچنین حاوی بسیاری از هسته‌های عصبی جمجمه و هسته‌های اعصاب محیطی و همچنین هسته‌هایی است که در تنظیم بسیاری از فرآیندهای ضروری از جمله تنفس ، کنترل حرکات چشم و تعادل نقش دارند. سازند مشبک، شبکه‌ای از هسته‌هایی با شکل‌گیری نامشخص، در داخل و در طول ساقه مغز وجود دارد. بسیاری از تنه عصبی، که اطلاعات را به و از قشر مغز به بقیه بدن منتقل می‌کنند، از ساقه مغز عبور می‌کنند.

### میکروآناتومی
مغز انسان اساساً از نورون‌ها، سلول‌های گلیال، سلول‌های بنیادی عصبی و رگ‌های خونی تشکیل شده است. انواع نورون شامل نورون‌های داخلی، سلول‌های هرمی از جمله سلول‌های بتز، نورون‌های حرکتی (نورون حرکتی فوقانی و نورون حرکتی تحتانی) و مخچه سلول‌های پورکنژ. سلول‌های بتز بزرگ‌ترین سلول‌ها (بر اساس اندازه بدن سلولی) در سیستم عصبی هستند. تخمین زده می‌شود که مغز انسان بالغ دارای ۸±۸۶ میلیارد نورون است که تعداد آنها تقریباً برابر (۱۰±۸۵ میلیارد) سلول غیر عصبی است. از این نورون‌ها، ۱۶ میلیارد (۱۹٪) در قشر مغز و ۶۹ میلیارد (۸۰٪) در مخچه قرار دارند.
انواع سلول‌های گلیال آستروسیت‌ها (از جمله برگمان گلیا، الیگودندروسیت‌ها، سلول‌های اپاندیمی (شامل تانیسیت‌ها، سلول‌های گلیال شعاعی، میکروگلیا و زیرگروهی از سلول‌های پیش ساز الیگودندروسیت هستند. آستروسیت‌ها بزرگ‌ترین سلول‌های گلیال هستند. آنها سلول‌های ستاره‌ای هستند که فرآیندهای زیادی از جسم سلولی آنها تابش می‌شود. برخی از این فرایندها به صورت پاهای انتهایی اطراف عروقی بر روی دیواره‌های مویرگ ختم می‌شوند. گلیا لیمیتانس قشر از فرآیندهای آستروسیتی پا تشکیل شده است که بخشی از سلول‌های مغز را شامل می‌شود.
ماست‌سل‌ها گلبول‌های سفید خونی هستند که در سیستم عصبی ایمنی مغز تعامل دارند. ماست سل‌ها در سیستم عصبی مرکزی در تعدادی ساختار از جمله مننژها وجود دارند. آنها به عنوان واسطه در واکنش‌های عصبی ایمنی در شرایط التهابی حضور دارند و به حفظ سد خونی مغزی، به‌ویژه در مناطقی از مغز که مانع وجود ندارد، کمک می‌کنند. ماست سل‌ها همان عملکردهای کلی را در بدن و سیستم عصبی مرکزی مانند تأثیرگذاری یا تنظیم پاسخ‌های آلرژیک، ایمنی ذاتی و سازگار، خودایمنی و التهاب را انجام می‌دهند. ماست سل‌ها به عنوان سلول مؤثر  اصلی عمل می‌کنند که از طریق آن پاتوژن‌ها می‌توانند سیگنال‌های بیوشیمیایی را که بین دستگاه گوارش و سیستم عصبی مرکزی انجام می‌شود تحت تأثیر قرار دهند.
نشان داده شده است که حدود ۴۰۰ ژن، ویژه مغز هستند. در همه نورون‌ها ELAVL3 و در نورون‌های هرمی NRGN و REEP2 نیز بیان می‌شود. GAD1 - ضروری برای بیوسنتز انتقال دهنده عصبی GABA - در بین نورون‌ها بیان می‌شود. پروتئین بیان شده در سلول‌های گلیال شامل نشانگر آستروسیت GFAP و S100B است در حالی که پروتئین اصلی میلین و فاکتور رونویسی OLIG2 در الیگودندروسیت بیان شده است.

### مایع مغزی نخاعی

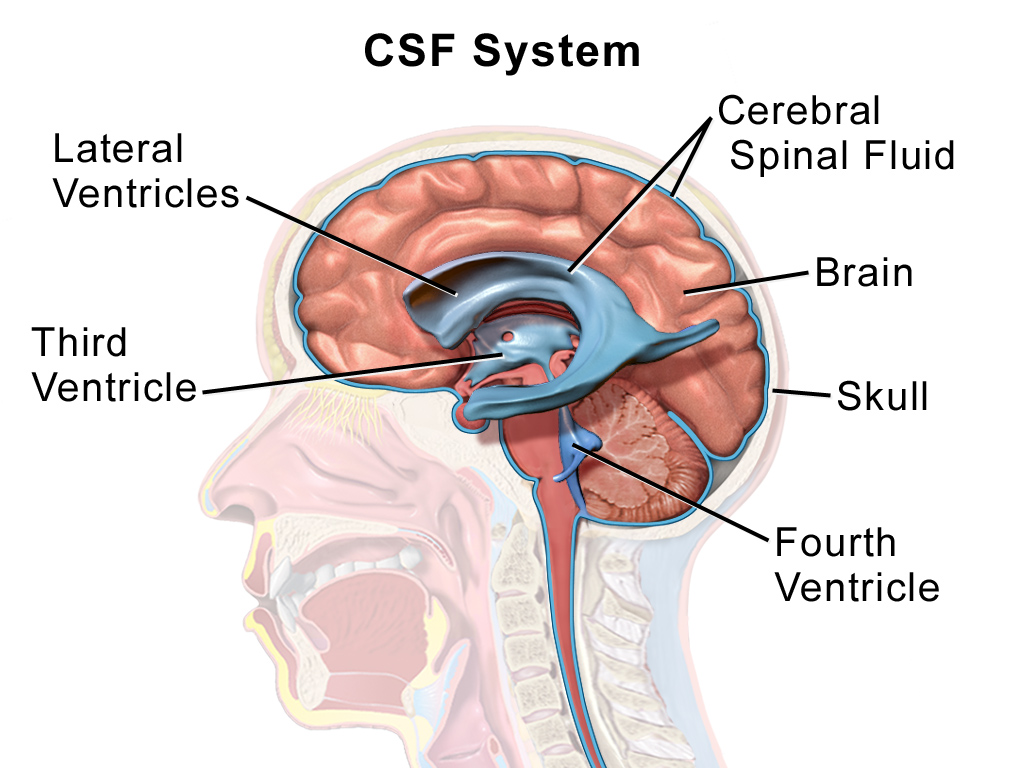
مایع مغزی نخاعی در فضاهای اطراف و درون مغز گردش می‌کند

مایع مغزی نخاعی یک مایع بین سلولی شفاف و بی‌رنگ است که در اطراف مغز در شامگان، در دستگاه بطنی و در کانال مرکزی نخاع در گردش است. همچنین برخی از شکاف‌های فضای زیر عنکبوتیه را پر می‌کند که به عنوان مخازن زیر عنکبوتیهشناخته می‌شوند.  چهار بطن، دو بطن جانبی، یک بطن سوم و یک بطن چهارم، همگی حاوی یک شبکه کوروئید هستند که مایع مغزی نخاعی تولید می‌کند.  بطن سوم در خط وسط قرار دارد و به بطن‌های جانبی متصل است.  یک مجرای منفرد، قنات مغزی بین پونز و مخچه، بطن سوم را به بطن چهارم متصل می‌کند.  سه دهانه مجزا، دریچه میانی و دو روزنه جانبی، مایع مغزی نخاعی را از بطن چهارم به سیسترنا مگنا یکی از مخازن اصلی تخلیه می‌کند. از اینجا، مایع مغزی نخاعی در اطراف مغز و نخاع در فضای زیر عنکبوتیه، بین ماده عنکبوتیه و پیا ماتر، گردش می‌کند.  در هر زمان، حدود ۱۵۰ میلی لیتر مایع مغزی نخاعی که بیشتر در فضای زیر عنکبوتیه وجود دارد دائماً در حال بازسازی و جذب است و تقریباً هر ۵ تا ۶ ساعت یک بار جایگزین می‌شود. 
سیستم لنفاوی به عنوان سیستم تخلیه لنفاوی مغز توصیف شده است. مسیر گلیمفاتیک در سراسر مغز شامل مسیرهای تخلیه از مایع مغزی نخاعی و از عروق لنفاوی مننژیال است که با سینوس‌های دورال مرتبط هستند و در کنار رگ‌های خونی مغز قرار دارند. این مسیر مایع بینابینی را از بافت مغز تخلیه می‌کند.

### تأمین خون

دو گردش در حلقه ویلیس به هم می‌پیوندند (نمای پایینی).

نموداری که ویژگی‌های غشای خارجی مغز و تأمین رگ‌های خونی را نشان می‌دهد

سرخرگ‌های کاروتید درونی خون اکسیژن دار را به قسمت جلوی مغز و سرخرگهای مهره‌ای خون را به پشت مغز می‌رسانند.  این دو گردش خون در حلقه ویلیس به هم می پیوندند، حلقه ای از شریان‌های متصل که در مخزن بین ساقه ای بین مغز میانی و پونز قرار دارد. 
شریان‌های کاروتید داخلی شاخه‌هایی از سرخرگ کاروتید مشترک هستند. آنها از طریق کانال کاروتید  وارد جمجمه می‌شوند، از طریق سینوس کاورنوس حرکت می‌کنند و وارد فضای شامگان می‌شوند.  سپس آنها وارد حلقه ویلیس می‌شوند، با دو شاخه، که از طریق سرخرگ مغزی پیشین بیرون می‌آیند. این شاخه‌ها در امتداد شکاف طولی به سمت جلو و سپس به سمت بالا حرکت می‌کنند و قسمت جلویی و خط میانی مغز را تأمین می‌کنند.  یک یا چند سرخرگ ارتباطی پیشین، مدت کوتاهی پس از بیرون آمدن آنها به صورت شاخه به دو شریان مغزی قدامی می‌پیوندند.  شریان‌های کاروتید داخلی به عنوان سرخرگ مغزی میانی به جلو پیش می‌روند. آنها به طرفی در امتداد استخوان پروانه‌ای کاسه چشم حرکت می‌کنند، سپس از طریق قشر اینسولار، جایی که شاخه‌های نهایی ایجاد می‌شوند، به سمت بالا حرکت می‌کنند. 
شریان‌های مهره ای به صورت شاخه‌هایی از سرخرگ زیرترقوه‌ای چپ و راست ظاهر می‌شوند. آنها از طریق سوراخ‌های عرضی که فضاهایی در مهره‌های گردن هستند به سمت بالا حرکت می‌کنند. هر طرف از طریق فورامن مگنوم در امتداد سمت مربوطه مدولا وارد حفره جمجمه می‌شود.  آنها یکی از سه شاخه مخچه را بیرون می‌دهند. شریان‌های مهره‌ای در جلوی قسمت میانی مدولا به هم می‌پیوندند و سرخرگ قاعده‌ای بزرگ‌تری را تشکیل می‌دهند که شاخه‌های متعددی را برای تأمین مدولا و پونز و دو شاخه مخچه قدامی و فوقانی می‌فرستد.  در نهایت، سرخرگ قاعده‌ای (بازیلار) به دو سرخرگ مغزی پسین تقسیم می‌شود. اینها به سمت خارج، اطراف دمگل‌های مخچه فوقانی و در امتداد بالای تنتوریوم مخچه حرکت می‌کنند، جایی که شاخه‌هایی را برای تأمین لوب‌های گیجگاهی و پس سری می‌فرستند.  هر شریان مغزی خلفی یک سرخرگ ارتباطی پسین کوچک را می‌فرستد تا به شریان‌های کاروتید داخلی بپیوندد.

#### تخلیه خون
سیاهرگ‌های مغزی خون کم اکسیژن را از مغز تخلیه می‌کنند. مغز دارای دو شبکه اصلی سیاهرگ شامل یک شبکه بیرونی یا سطحی، در سطح مغز که دارای سه شاخه است و یک شبکه داخلی می‌شود. این دو شبکه از طریق وریدهای آناستوموز (بازپیوندی) با هم ارتباط برقرار می‌کنند.  سیاهرگ‌های مغز به حفره‌های بزرگ‌تر سینوس‌های سیاهرگی سخت‌شامه که معمولاً بین سخت‌شیره و پوشش جمجمه قرار دارند، تخلیه می‌شوند.  خون از مخچه و مغز میانی به سیاهرگ بزرگ مغز تخلیه می‌شود. خون از بصل النخاع و پونز ساقه مغز دارای الگوی متغیری به وریدهای نخاعی یا وریدهای مغزی مجاور است. 
خون در قسمت عمیق مغز از طریق یک شبکه وریدی به سینوس کاورنو در جلو و سینوس‌های پتروزال فوقانی و تحتانی در طرفین و سینوس ساژیتال تحتانی در پشت تخلیه می‌شود.  خون از مغز بیرونی به سینوس ساژیتال فوقانی بزرگ تخلیه می‌شود که در خط وسط بالای مغز قرار دارد. خون از اینجا به خون سینوس مستقیم در محل تلاقی سینوس‌ها می‌پیوندد. 
خون از اینجا به سینوس‌های عرضی چپ و راست تخلیه می‌شود.  سپس این سینوس‌ها به سینوس‌های سیگموئید تخلیه می‌شوند که خون را از سینوس کاورنووس و سینوس‌های خاره‌ای فوقانی و تحتانی دریافت می‌کنند. سیگموئید به سیاهرگ ژوگولار داخلی تخلیه می‌شود.  

#### سد خونی مغزی
شریان‌های بزرگتر در سراسر مغز خون را به مویرگ‌های کوچکتر می‌رسانند. این کوچک‌ترین رگ‌های خونی در مغز، با سلول‌هایی پوشانده شده‌اند که با اتصالات محکم به هم متصل شده‌اند و بنابراین مایعات به همان درجه‌ای که در مویرگ‌های دیگر وجود دارد، داخل یا خارج نمی‌شوند که باعث ایجاد سد خونی مغزی می‌شود.  پریسیتز نقش عمده ای در تشکیل اتصالات محکم دارند. این مانع برای مولکول‌های بزرگتر نفوذپذیری کمتری دارد، اما همچنان در برابر آب، دی‌اکسید کربن، اکسیژن و بیشتر مواد محلول در چربی (از جمله بیهوش کننده‌ها و الکل) نفوذپذیر است.  سد خونی مغزی در اندام‌های دور بطنی— که ساختارهایی در مغز هستند که ممکن است نیاز به واکنش به تغییرات در مایعات بدن داشته باشند — مانند غده کاجی، ناحیه پوسترما، و برخی از نواحی هیپوتالاموس وجود ندارد.  سد خونی مایع مغزی نخاعی مشابهی وجود دارد که همان هدف سد خونی مغزی را دارد، اما به دلیل ویژگی‌های ساختاری متمایز بین دو سیستم مانع، انتقال مواد مختلف به مغز را تسهیل می‌کند. 

## رشد

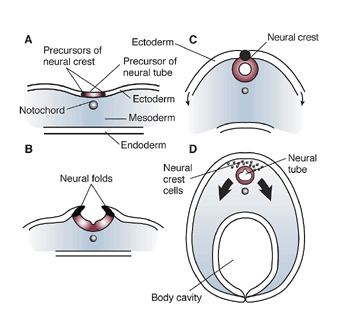
سلول‌های عصبی و ستیغ عصبی

در آغاز هفته سوم رشد، اکتودرم جنینی یک نوار ضخیم به نام صفحه عصبی را تشکیل می‌دهد. در هفته چهارم رشد، صفحه عصبی گشاد شده و یک انتهای سفالیک پهن، یک قسمت میانی کمتر پهن و یک انتهای دمی باریک ایجاد می‌کند. این تورم‌ها به‌عنوان وزیکول‌های اولیه مغز شناخته می‌شوند و نشان‌دهنده آغاز پیش‌مغز (پروانسفالون)، میان‌مغز (مزانسفالون)، و پس‌مغز (رومبنسفالون) هستند.
سلول‌های تاج عصبی (که از اکتودرم مشتق شده‌اند) لبه‌های جانبی صفحه را در چین‌های عصبی پر می‌کنند. در هفته چهارم - در مرحله نورولاسیون - چین‌های عصبی نزدیک می‌شوند تا لوله عصبی را تشکیل دهند و سلول‌های تاج عصبی را در محل تاج عصبی به هم نزدیک می‌کنند. تاج عصبی در طول لوله با سلول‌های تاج عصبی جمجمه در انتهای سفالیک و سلول‌های تاج عصبی دمی در دم قرار دارد. سلول‌ها از تاج جدا می‌شوند و در یک موج کرانیوکودال (سر تا دم) در داخل لوله مهاجرت می‌کنند. سلول‌های انتهای سفالیک باعث ایجاد مغز می‌شوند و سلول‌های انتهای دمی باعث ایجاد طناب نخاعی می‌شوند.

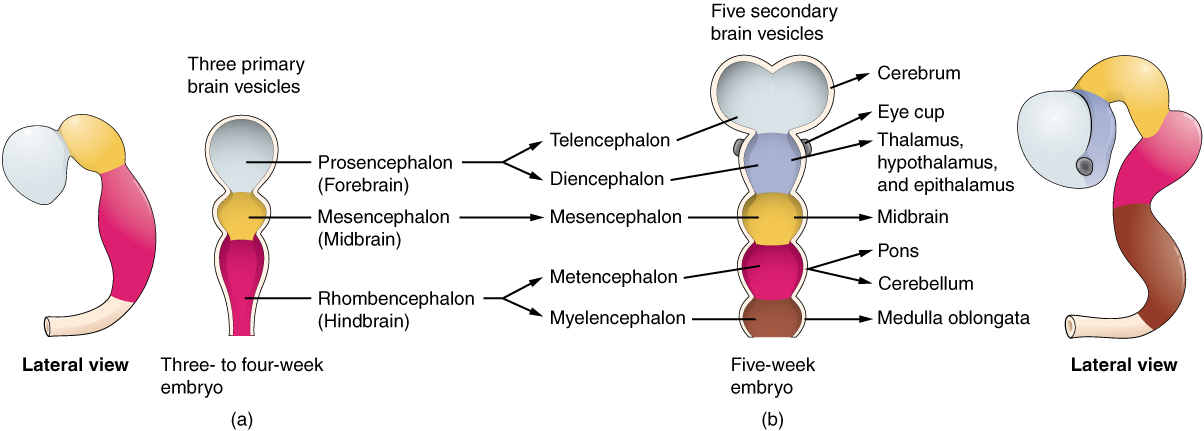
مراحل رشد وزیکول اولیه و ثانویه در اوایل جنین تا هفته پنجم

لوله هنگام رشد خم می‌شود و نیمکره‌های مغزی هلالی شکل را در سر تشکیل می‌دهد. نیمکره‌های مغز برای اولین بار در روز ۳۲ ظاهر می‌شوند. در اوایل هفته چهارم، قسمت سفالیک در خم شدن سفالیک به شدت به جلو خم می‌شود. این قسمت خم شده به قسمت جلویی مغز تبدیل می‌شود. قسمت منحنی مجاور به میان‌مغز (مزانسفالون) و قسمت دمی به خم شدن به پس‌مغز (رومبنسفالون) تبدیل می‌شود. این نواحی به صورت تورم‌هایی به نام سه وزیکول اولیه مغزی تشکیل می‌شوند. در هفته پنجم رشد، پنج وزیکول مغزی ثانویه تشکیل شده است. مغز جلویی به دو وزیکول تقسیم می‌شود - یک تلانسفالون قدامی و یک دی انسفالون خلفی. تلنسفالون قشر مغز، عقده‌های قاعده ای و ساختارهای مرتبط را ایجاد می‌کند. دی انسفالون باعث ایجاد تالاموس و هیپوتالاموس می‌شود. مغز عقبی نیز به دو ناحیه متانسفالون و میلنسفالون تقسیم می‌شود. متانسفالون باعث ایجاد مخچه و پل مغزی می‌شود. میلنسفالون باعث ایجاد بصل النخاع می‌شود. همچنین در طول هفته پنجم، مغز به بخش‌های تکراری به نام نورومرها تقسیم می‌شود. در مغز عقب اینها به عنوان لوزی شناخته می‌شوند.

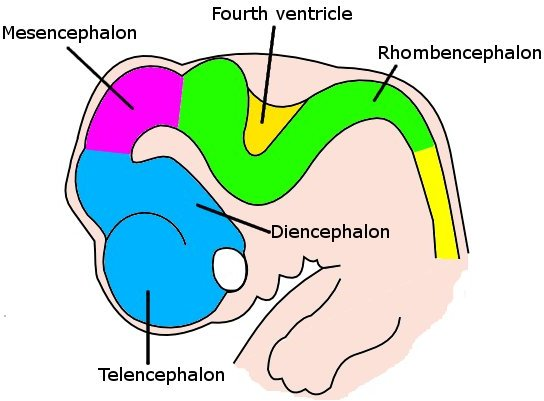
مغز جنین انسان در هفته ششم رشد

یکی از ویژگی‌های مغز چین خوردگی قشری است که به نام چرخش شناخته می‌شود. برای کمی بیش از پنج ماه از رشد قبل از تولد، قشر صاف است. در سن ۲۴ هفته حاملگی، مورفولوژی چروکیده که شکاف‌هایی را نشان می‌دهد که شروع به مشخص کردن لوب‌های مغز می‌کند، مشهود است. چرایی چین و چروک و چین‌خوردگی قشر مغز به خوبی درک نشده است، اما ژیفیکاسیون با هوش و اختلالات عصبی مرتبط و تعدادی از تئوری‌های ژیریفیکاسیون ارائه شده است. این تئوری‌ها شامل آنهایی است که بر اساس کمانش مکانیکی، کشش آکسونی، و انبساط مماسی دیفرانسیل است. آنچه واضح است این است که چرخش یک فرایند تصادفی نیست، بلکه یک فرایند پیچیده از پیش تعیین شده است که الگوهای چین‌خوردگی را ایجاد می‌کند که بین افراد و بیشتر گونه‌ها سازگار است.
اولین شیاری که در ماه چهارم ظاهر می‌شود، حفره جانبی مغز است. انتهای دمی در حال گسترش نیمکره باید در جهت رو به جلو خمیده شود تا در فضای محدود قرار گیرد. این حفره را می‌پوشاند و آن را به برآمدگی عمیق‌تری تبدیل می‌کند که به نام شیار جانبی شناخته می‌شود و لوب گیجگاهی را مشخص می‌کند. در ماه ششم شکاف‌های دیگری تشکیل شده‌اند که لوب‌های پیشانی، جداری و پس سری را مشخص می‌کنند. یک ژن موجود در ژنوم انسان (ARHGAP11B) ممکن است نقش مهمی در چرخش و انسفالیزاسیون داشته باشد.
- مغز جنین انسان در ۴٫۵ هفتگی، نمایانگر داخلی مغز جلویی
- فضای داخلی مغز در ۵ هفته
- مشاهده مغز در (خط وسط) در ۳ ماهگی

## وظایف و عملکرد
مغز انسان از ۸۶ میلیارد سلول عصبی تشکیل شده است؛ این سیستم به وسیله ارتباط میان بخش‌های مختلف بدن مانند دستگاه گردش خون، دستگاه گوارش، سیستم ایمنی و … باعث ایجاد هماهنگی در فعالیت‌های بدن می‌شود. مدارهای حرکتی دستورات را به ماهیچهها برده و رفلکس‌های سادهٔ ارادی را ایجاد می‌کند؛ مدارات حسی پیام‌ها را از گیرنده‌های حسی دریافت و به سمت مغز هدایت می‌کند تا پاسخ مناسبی به این پدیده‌ها داده شود. همچنین فعالیت‌های شناختی مانند حافظه، تصمیم‌گیری و ادراک توسط کورتکس پردازش و فعالیت‌های پیچیده مانند زبان و برنامه‌ریزی را ایجاد می‌کند.

### کنترل حرکات بدن
لوب پیشانی در استدلال، حرکت ارادی، احساس و زبان نقش دارد. این لوب قشر حرکتی، قشر پیش پیشانی و منطقه بروکا را نیز شامل می‌شود. قشر حرکتی مسئول ایجاد، تعادل و هماهنگی حرکات در بدن است؛ قشر پیش پیشانی، مسئول عملکردهای شناختی سطح بالا و پیچیده است و منطقه بروکا برای فرایندهای مرتبط با زبان ضروریست و آسیب به آن می‌تواند بیماری‌هایی مانند آفازی بروکا را ایجاد کند. مغز به وسیله ارتباط با مخچه پیام‌های ارادی و نیمه ارادی را از طریق اعصاب مغزی به نورون‌های حرکتی بدن منتقل و به وسیله مجرای نخاعی پیام‌های حرکتی را از مغز، به دیگر بخش‌های بدن و اندام‌ها ارسال می‌کند. اعصاب اطراف جمجمه نیز حرکات مربوط به چشم، دهان و صورت را بدون واسطه تنظیم و هماهنگ می‌کند.
حرکت‌های درشت، مانند حرکت بدن، حرکت بازوها و پاها، در قشر حرکتی ایجاد می‌شود. این بخش دارای سه قسمت است:
- قشر حرکتی اولیه که بخشی از شکنج پیش مرکزی[اش] بوده و دارای بخش‌هایی است که به حرکت قسمت‌های مختلف بدن اختصاص دارد.
- ناحیه پیش حرکتی[اص] که در جلوی قشر حرکتی اولیه قرار دارد و در تنظیم و هماهنگ سازی حرکات نقش اساسی ایفا می‌کند.
- ناحیه حرکتی تکمیلی[اض] که در مجاور ناحیه پیش حرکتی قرار دارد و همانند آن وظیفه هماهنگ سازی و تنظیم حرکات بدن را بر عهده دارد.

تصویر همونکلوس قشری که دو نوع حسی و حرکتی دارد.

دست‌ها و دهان نسبت به سایر قسمت‌های بدن ناحیه بسیار بزرگ‌تری از مغز را برای پردازش اطلاعات حرکتی شان در اختیار دارند همین امر سبب می‌شود قادر به انجام حرکت‌های ظریف و پیچیده تری مانند تکلم و نوشتن شوند. پیام‌های عصبی تولید شده از قشر حرکتی در امتداد دستگاه کورتیکوسپینال در جلوی بصل النخاع حرکت کرده و با گذر از اهرام مدولاری و مقطع عرضی بصل النخاع در سطح تقاطع هرم‌ها، وارد ریشه پشتی در کانال نخاعی می‌شود و از طریق نورون‌های حرکتی پیام‌های انقباضی را برای ماهیچه‌ها ارسال می‌کند. مخچه و عقده‌های قاعده ای نیز در تنظیم حرکات ظریف و پیچیده عضلات نقش دارند.
به وسیلهٔ همونکلوس حرکتی بخش‌های درگیرِ مغز در حرکت هر کدام از اندام‌های بدن را توصیف می‌کنند.

### درک حواس بدن
سیستم عصبی حسی وظیفه دریافت و پردازش اطلاعات حسی را بر عهده دارد. این اطلاعات از طریق اعصاب جمجمه، از طریق مجاری در طناب نخاعی و مستقیماً در مراکزی از مغز دریافت می‌شود که به وسیلهٔ رگ‌های مجاور عصب خون رسانی می‌شوند. موتورهای ترکیبی و سیگنال‌های حسی نیز یکپارچه شده‌اند.

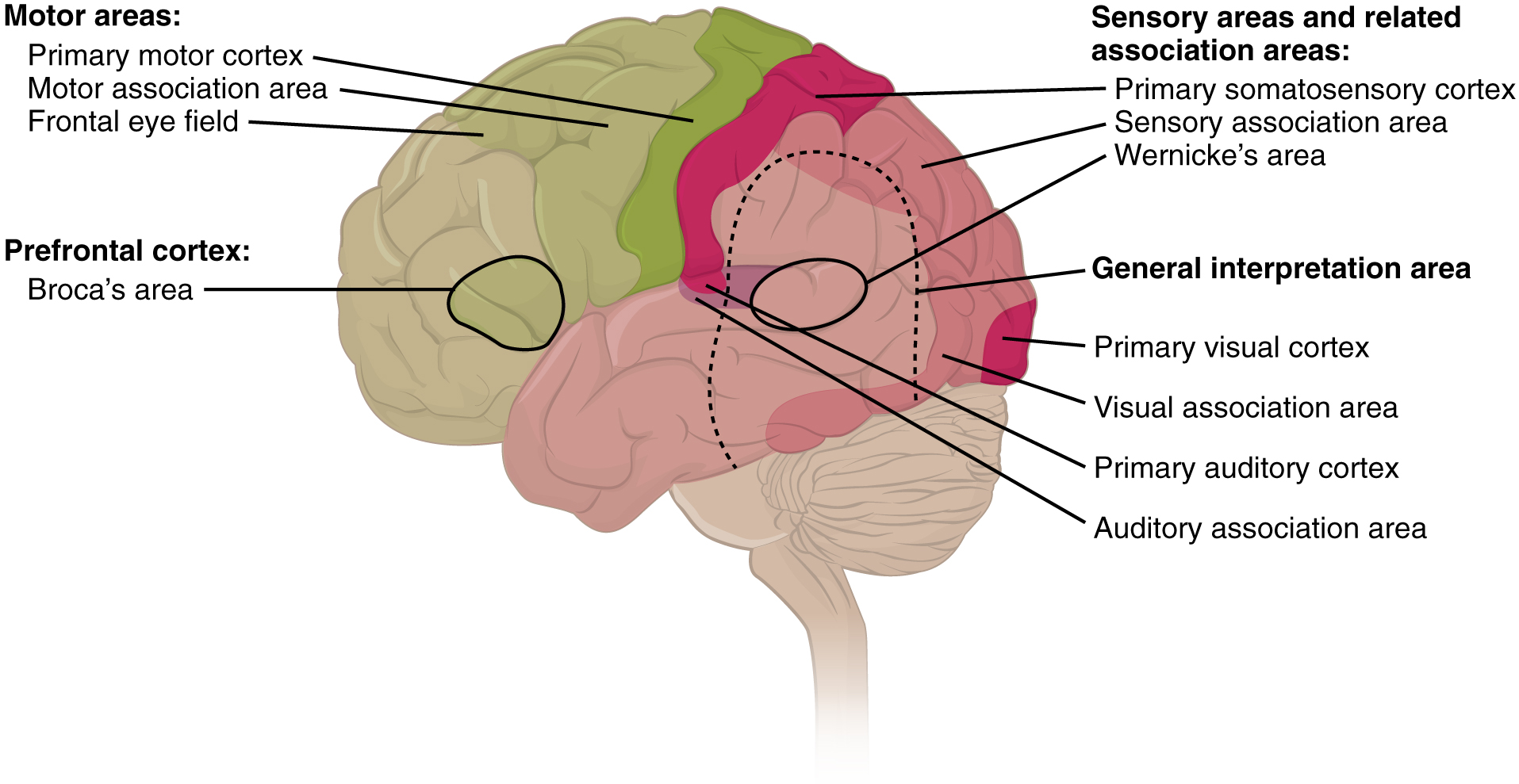
نواحی قشری مغز

مغز اطلاعات مربوط به لمس ظریف، فشار، درد، لرزش و دما را از پوست دریافت می‌کند. از مفاصل، مغز اطلاعاتی در مورد موقعیت مفصل دریافت می‌کند. قشر حسی دقیقاً در نزدیکی قشر حرکتی قرار دارد و مانند قشر حرکتی دارای نواحی مربوط به احساس از قسمت‌های مختلف بدن است. حسی که توسط یک گیرنده حسی روی پوست جمع‌آوری می‌شود به یک سیگنال عصبی تبدیل می‌شود که از طریق دستگاه‌های نخاعی به تعدادی نورون منتقل می‌شود. مسیر ستون پشتی-لمنیسکوس داخلی حاوی اطلاعاتی در مورد لمس ظریف، ارتعاش و موقعیت مفاصل است. فیبرهای مسیر از قسمت پشتی نخاع به قسمت پشتی بصل النخاع می‌روند، جایی که با نورون‌های مرتبه دوم متصل می‌شوند که بلافاصله الیاف را در سراسر خط وسط می‌فرستند. این فیبرها سپس به سمت بالا به داخل کمپلکس شکمی بازال در تالاموس حرکت می‌کنند، جایی که با نورون‌های مرتبه سوم که فیبرها را به قشر حسی می‌فرستند، متصل می‌شوند. دستگاه اسپینوتلامیک اطلاعاتی در مورد درد، دما و لمس شدید دارد. فیبرهای مسیر از طناب نخاعی عبور می‌کنند و با نورون‌های مرتبه دوم در تشکیل شبکه‌ای ساقه مغز برای درد و دما متصل می‌شوند و همچنین برای لمس شدید به کمپلکس شکمی تالاموس ختم می‌شوند.

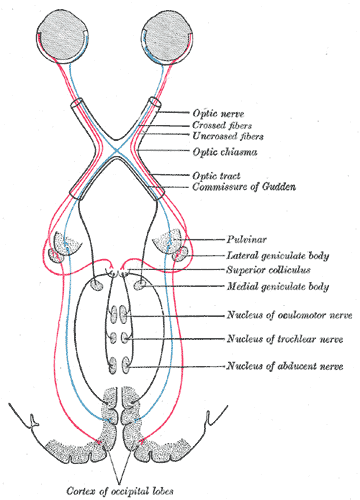
مسیر سیگنال‌های عصبی از دو چشم به مغز

بینایی توسط نوری که به شبکیه چشم برخورد می‌کند تولید می‌شود. گیرنده‌های نوری در شبکیه، محرک حسی نور را به سیگنال عصبی الکتریکی منتقل می‌کنند که به قشر بینایی در لوب پس سری فرستاده می‌شود. سیگنال‌های بینایی از طریق اعصاب بینایی شبکیه را ترک می‌کنند. فیبرهای عصبی بینایی از نیمه‌های بینی شبکیه به طرف مقابل می‌پیوندند و از نیمه‌های زمانی شبکیه مقابل به فیبرها می‌پیوندند تا مجاری بینایی را تشکیل دهند. ترتیب اپتیک چشم و مسیرهای بینایی به این معنی است که دید از میدان بینایی چپ توسط نیمه راست هر شبکیه دریافت می‌شود، توسط قشر بینایی سمت راست پردازش می‌شود و بالعکس. فیبرهای مجرای بینایی در هسته ژنیکوله جانبی به مغز می‌رسند و از طریق تشعشعات بینایی برای رسیدن به قشر بینایی حرکت می‌کنند.
شنوایی و تعادل هر دو در گوش داخلی ایجاد می‌شوند. صدا منجر به ارتعاشات استخوانچه‌ها می‌شود که در نهایت به اندام شنوایی ادامه می‌یابد و تغییر در تعادل منجر به حرکت مایعات در گوش داخلی می‌شود. این یک سیگنال عصبی ایجاد می‌کند که از عصب دهلیزی عبور می‌کند. از اینجا به هسته‌های حلزونی، هسته اولیواری فوقانی، هسته ژنیکوله داخلی و در نهایت تابش شنوایی به قشر شنوایی می‌رسد.
حس بویایی توسط سلول‌های گیرنده در اپیتلیوم مخاط بویایی در حفره بینی ایجاد می‌شود. این اطلاعات از طریق عصب بویایی که از طریق قسمت نسبتاً قابل نفوذ به جمجمه می‌رود منتقل می‌شود. این عصب به مدار عصبی لامپ بویایی منتقل می‌شود و از آنجا اطلاعات به قشر بویایی منتقل می‌شود. مزه از گیرنده‌های روی زبان ایجاد می‌شود و در امتداد اعصاب صورت و گلوفارنکس به هسته منفرد در ساقه مغز منتقل می‌شود. برخی از اطلاعات چشایی نیز از طریق عصب واگ از حلق به این ناحیه منتقل می‌شود. سپس اطلاعات از اینجا از طریق تالاموس به قشر چشایی منتقل می‌شود.

### تنظیم
عملکردهای خودمختار مغز شامل تنظیم یا کنترل ریتمیک ضربان قلب و تعداد تنفس و حفظ هموستازی است.
فشار خون و ضربان قلب تحت تأثیر مرکز وازوموتور بصل النخاع است که باعث می‌شود سرخرگ‌ها و سیاهرگ‌ها در حالت استراحت تا حدودی منقبض شوند. این کار را با تأثیرگذاری بر سیستم عصبی سمپاتیک و پاراسمپاتیک از طریق عصب واگ انجام می‌دهد. اطلاعات مربوط به فشار خون توسط بارورسپتورها در اجسام آئورت در قوس آئورت تولید می‌شود و در امتداد رشته‌های آوران عصب واگ به مغز منتقل می‌شود. اطلاعات مربوط به تغییرات فشار در سینوس کاروتید از اجسام کاروتید واقع در نزدیکی سرخرگ کاروتید بدست می‌آید و از طریق یک عصب که به عصب گلوسوفارنکس می‌پیوندد منتقل می‌شود. این اطلاعات به سمت هسته منفرد در بصل النخاع می‌رود. سیگنال‌ها از اینجا بر مرکز وازوموتور تأثیر می‌گذارند تا انقباض سیاهرگ و سرخرگ را متناسب با آن تنظیم کند.
مغز سرعت تنفس را عمدتاً توسط مراکز تنفسی در مدولا و پونز کنترل می‌کند. مراکز تنفسی با تولید سیگنال‌های حرکتی که از طناب نخاعی، در امتداد عصب فرنیک به دیافراگم و سایر عضلات تنفسی منتقل می‌شوند، تنفس را کنترل می‌کنند. این یک عصب مختلط است که اطلاعات حسی را به مراکز برمی‌گرداند. چهار مرکز تنفسی وجود دارد، سه مرکز با عملکرد واضح‌تر و یک مرکز آپنوستی با عملکرد کمتر مشخص. در بصل النخاع، یک گروه تنفسی پشتی باعث میل به تنفس می‌شود و اطلاعات حسی را مستقیماً از بدن دریافت می‌کند. همچنین در بصل النخاع، گروه تنفسی شکمی بر بازدم در حین فعالیت تأثیر می‌گذارد. در پونز، مرکز پنوموتاکسیک بر مدت زمان هر تنفس تأثیر می‌گذارد، و به نظر می‌رسد مرکز آپنوستیک بر استنشاق تأثیر می‌گذارد. مراکز تنفسی به‌طور مستقیم کربن دی‌اکسید و pH خون را حس می‌کنند. اطلاعات مربوط به اکسیژن خون، دی‌اکسید کربن و سطوح pH نیز بر روی دیواره سرخرگ‌ها در گیرنده‌های شیمیایی محیطی بدن آئورت و کاروتید حس می‌شود. این اطلاعات از طریق اعصاب واگ و گلوسوفارنکس به مراکز تنفسی منتقل می‌شود. دی‌اکسید کربن بالا، PH اسیدی یا اکسیژن کم، مراکز تنفسی را تحریک می‌کند. میل به تنفس نیز تحت تأثیر گیرنده‌های کششی ریوی در شش‌ها قرار می‌گیرد که وقتی فعال می‌شوند، با انتقال اطلاعات به مراکز تنفسی از طریق عصب واگ، از باد کردن بیش از حد شش‌ها جلوگیری می‌کنند.

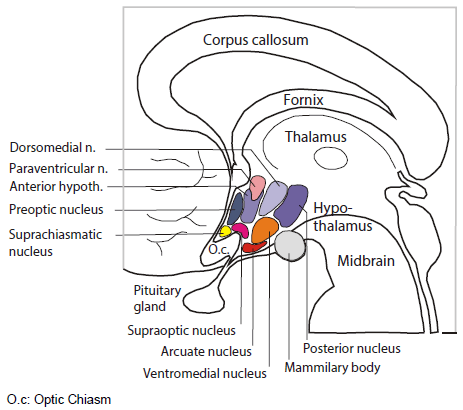
هسته‌های مختلف هیپوتالاموس

هیپوتالاموس در دی انسفالون، در تنظیم بسیاری از عملکردهای بدن نقش دارد. عملکردها شامل تنظیم عصبی غدد درون ریز، تنظیم ریتم شبانه‌روزی، کنترل دستگاه عصبی خودمختار، و تنظیم مایعات و مصرف غذا است. ریتم شبانه‌روزی توسط دو گروه سلولی اصلی در هیپوتالاموس کنترل می‌شود. هیپوتالاموس قدامی شامل هسته سوپراکیاسماتیک و هسته پره اپتیک بطنی جانبی است که از طریق چرخه‌های بیان ژن، یک ساعت شبانه‌روزی تقریباً ۲۴ ساعته ایجاد می‌کند. در روز شبانه‌روزی، یک ریتم اولترادیا کنترل الگوی خواب را به دست می‌گیرد. خواب یک نیاز ضروری برای بدن و مغز است و باعث بسته شدن و استراحت سیستم‌های بدن می‌شود. همچنین یافته‌هایی وجود دارد که نشان می‌دهد تجمع روزانه سموم در مغز در طول خواب حذف می‌شود. در هنگام بیداری مغز یک پنجم کل انرژی مورد نیاز بدن را مصرف می‌کند. خواب لزوماً این استفاده را کاهش می‌دهد و برای بازیابی ATP انرژی زا زمان می‌دهد. آثار کم خوابی نیاز مطلق به خواب را نشان می‌دهد.
هیپوتالاموس جانبی حاوی نورون‌های اورکسینرژیک است که اشتها و برانگیختگی را از طریق پیش‌بینی خود به سیستم فعال کننده شبکه صعودی کنترل می‌کنند. هیپوتالاموس غده هیپوفیز را از طریق انتشار پپتیدهایی مانند اکسی توسین و وازوپرسین و همچنین دوپامین در برجستگی میانه کنترل می‌کند. از طریق برجستگی‌های اتونومیک، هیپوتالاموس در تنظیم عملکردهایی مانند فشار خون، ضربان قلب، تنفس، تعریق و سایر مکانیسم‌های هموستاتیک نقش دارد. هیپوتالاموس همچنین در تنظیم حرارتی نقش دارد و هنگامی که توسط سیستم ایمنی تحریک شود، قادر به ایجاد تب است. هیپوتالاموس تحت تأثیر کلیه‌ها قرار می‌گیرد: هنگامی که فشار خون کاهش می‌یابد، رنین آزاد شده توسط کلیه‌ها نیاز به نوشیدن را تحریک می‌کند. هیپوتالاموس همچنین مصرف غذا را از طریق سیگنال‌های خودمختار و ترشح هورمون توسط دستگاه گوارش تنظیم می‌کند.

### زبان

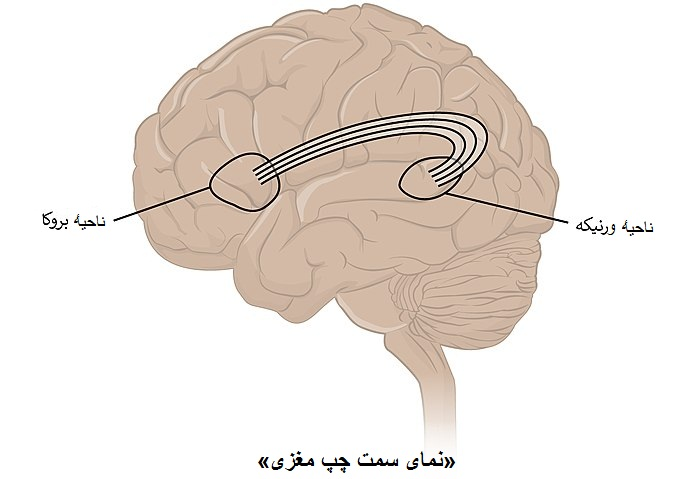
نواحی بروکا و ورنیکه که در پردازش زبان نقش دارند.

در حالی که به گذشته تصور می‌شد که بخش پردازش کننده زبان در ناحیه ورنیکه و بروکا است، اکنون اکثراً پذیرفته شده است که شبکه گسترده‌تری از مناطق قشر مغز به عملکردهای زبان کمک می‌کند.
مطالعه در مورد چگونگی بازنمایی، پردازش و کسب زبان توسط مغز، عصب-زبان‌شناسی نامیده می‌شود که یک حوزه چندرشته‌ای بزرگ است که از علوم اعصاب شناختی، زبان‌شناسی شناختی، و روان‌زبان‌شناسی استخراج می‌شود.

### تقسیم‌بندی وظایف
مخ دارای یک سازمان متقابل است که هر نیمکره مغز عمدتاً با نیمی از بدن در تعامل است، سمت چپ مغز با سمت راست بدن، اتصالات حرکتی از مغز به نخاع و اتصالات حسی از نخاع به مغز، هر دو طرف متقاطع در ساقه مغز با یکدیگر تعامل دارد و بالعکس. علت تکوینی این امر نامشخص است. ورودی بصری از قانون پیچیده‌تری پیروی می‌کند: اعصاب بینایی از دو چشم در نقطه‌ای به نام کیاسما بینایی به هم می‌رسند و نیمی از رشته‌های هر عصب برای پیوستن به دیگری جدا می‌شوند. نتیجه این است که اتصالات نیمه چپ شبکیه، در هر دو چشم، به سمت چپ مغز می‌رود، در حالی که اتصالات از نیمه راست شبکیه به سمت راست مغز می‌رود. از آنجا که هر نیمه شبکیه نوری را دریافت می‌کند که از نیمه مخالف میدان بینایی می‌آید، نتیجه عملکردی این است که ورودی بصری از سمت چپ جهان به سمت راست مغز می‌رود و بالعکس. بنابراین، سمت راست مغز ورودی حسی جسمی را از سمت چپ بدن، و ورودی بینایی را از سمت چپ میدان بینایی دریافت می‌کند.
سمت چپ و راست مغز متقارن به نظر می‌رسند، اما به صورت نامتقارن عمل می‌کنند. به عنوان مثال، همتای ناحیه حرکتی نیمکره چپ که دست راست را کنترل می‌کند، ناحیه نیمکره راست کنترل‌کننده دست چپ است. با این حال، چندین استثنا مهم وجود دارد که شامل زبان و شناخت فضایی می‌شود. لوب پیشانی چپ برای زبان غالب است. اگر یک ناحیه کلیدی زبان در نیمکره چپ آسیب ببیند، ممکن است قربانی را قادر به صحبت کردن یا درک نکند، در حالی که آسیب معادل به نیمکره راست تنها باعث آسیب جزئی در مهارت‌های زبانی می‌شود.
بخش قابل توجهی از درک کنونی از تعاملات بین دو نیمکره از مطالعه «بیماران دوشاخه مغز» افرادی که در تلاش برای کاهش شدت تشنج‌های صرع تحت عمل جراحی برش جسم پینه ای قرار گرفتند، به دست آمده است. این بیماران رفتار غیرمعمولی را نشان نمی‌دهند که بلافاصله آشکار شود، اما در برخی موارد می‌توانند تقریباً مانند دو فرد مختلف در یک بدن رفتار کنند، با دست راست و سپس دست چپ آن را باز می‌کند. این بیماران هنگامی که به‌طور خلاصه تصویری در سمت راست نقطه تثبیت بینایی نشان داده می‌شود، قادر به توصیف شفاهی آن هستند، اما زمانی که تصویر در سمت چپ نشان داده می‌شود، قادر به توصیف آن نیستند، اما ممکن است قادر به ارائه نشانه باشند. با دست چپ ماهیت شی نشان داده شده است.

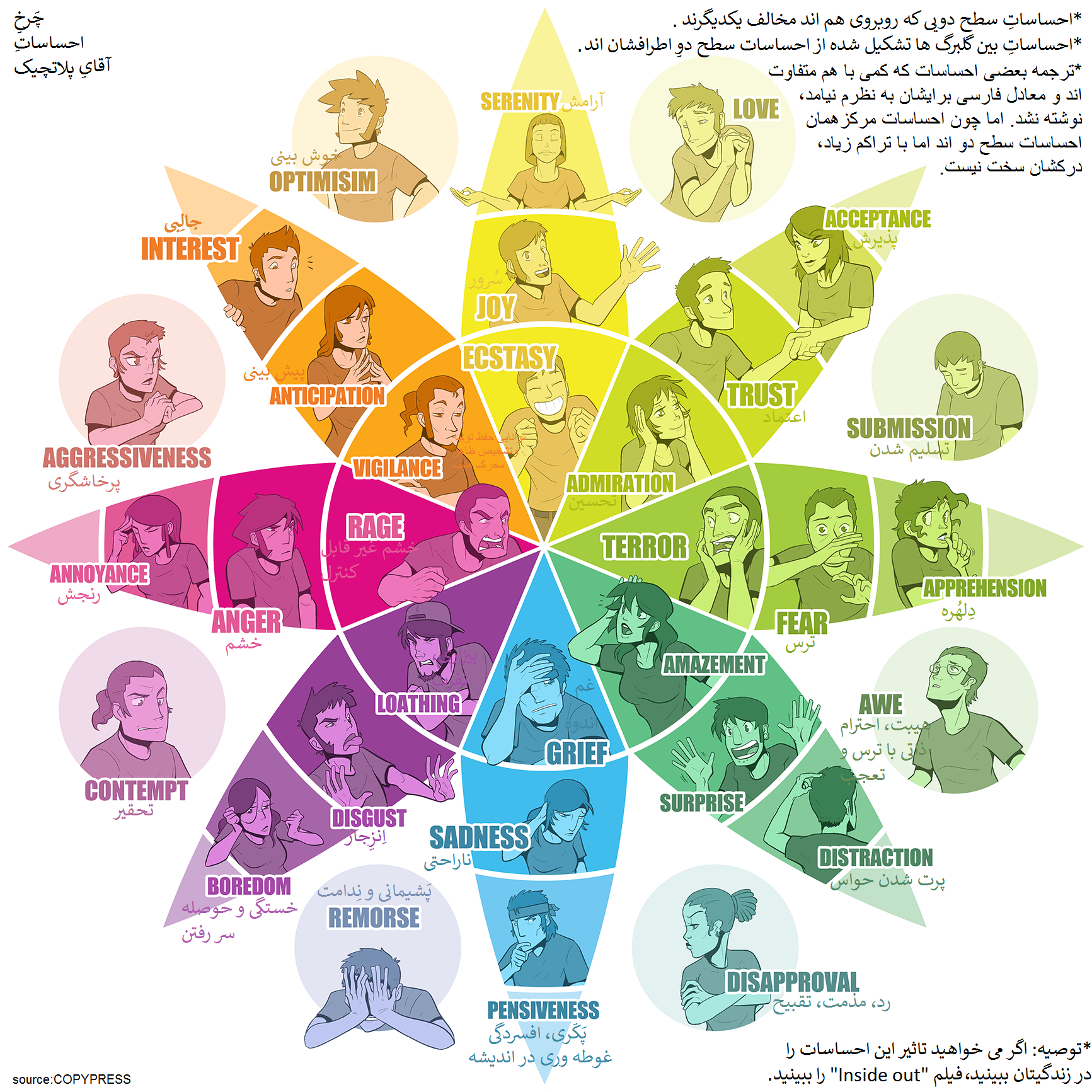
چرخ احساسات پلانچیک

### عواطف
عواطف عموماً به عنوان فرآیندهای چند جزئی دو مرحله ای شامل برانگیختن و به دنبال آن احساسات روانشناختی، ارزیابی، بیان، پاسخ‌های خودمختار و تمایلات عملی تعریف می‌شوند. تلاش برای بومی سازی احساسات اساسی در مناطق خاصی از مغز بحث‌برانگیز بوده است. برخی از تحقیقات هیچ مدرکی برای مکان‌های خاص مربوط به احساسات پیدا نکردند، اما در عوض مدارهایی را درگیر در فرآیندهای عاطفی عمومی یافتند. به نظر می‌رسد آمیگدال، قشر چشمخانه‌ای‌پیشانی (اوربیتوفرونتال)، قشر اینسولا میانی و قدامی و قشر پیش پیشانی جانبی در ایجاد احساسات دخیل هستند، در حالی که شواهد ضعیف تری برای ناحیه تگمنتال شکمی، رنگ‌پریدگی شکمی و هسته اکومبنس در برجستگی انگیزشی یافت شد. با این حال، برخی دیگر شواهدی مبنی بر فعال شدن نواحی خاص، مانند عقده‌های قاعده ای در شادی، قشر سینگولیت ساب پینه ای در غم و آمیگدال در ترس یافته‌اند.

### شناخت
مغز مسئول شناخت است، که از طریق فرآیندهای متعدد و عملکردهای اجرایی عمل می‌کند. عملکردهای اجرایی شامل توانایی فیلتر کردن اطلاعات و تنظیم محرک‌های نامربوط با کنترل توجه و بازداری شناختی، توانایی پردازش و دستکاری اطلاعات ذخیره شده در حافظه کاری، توانایی فکر کردن به چندین مفهوم به‌طور همزمان و تغییر وظایف با انعطاف‌پذیری شناختی، توانایی با کنترل بازدارنده، و توانایی تعیین ارتباط اطلاعات یا تناسب یک عمل، از تکانه‌ها و پاسخ‌های قوی جلوگیری می‌کند. کارکردهای اجرایی مرتبه بالاتر مستلزم استفاده همزمان از چندین کارکرد اجرایی اساسی است و شامل برنامه‌ریزی، آینده نگری و هوش سیال (یعنی استدلال و حل مسئله) می‌شود.
قشر جلوی مغز نقش مهمی در میانجیگری عملکردهای اجرایی دارد. برنامه‌ریزی شامل فعال‌سازی قشر پیش پیشانی پشتی جانبی (DLPFC)، قشر کمربندی قدامی، قشر جلوی پیشانی زاویه‌دار، قشر جلوی پیشانی راست و شکنج فوق‌مارژینال است. دستکاری حافظه کاری شامل DLPFC، شکنج فرونتال تحتانی و نواحی قشر جداری می‌شود. کنترل مهاری شامل چندین نواحی از قشر جلوی مغز و همچنین هسته دمی و هسته زیر تالاموس می‌شود.

## پژوهش
مغز به‌طور کامل درک نشده است و تحقیقات بر روی آن همچنان در حال انجام است. امروزه دانشمندان علوم اعصاب و محققانی از رشته‌های دیگر، چگونگی کارکرد مغز انسان را مطالعه می‌کنند. مرزهای بین تخصص‌های علوم اعصاب، عصب‌شناسی و سایر رشته‌ها مانند روان‌پزشکی، دیگر وجود ندارد زیرا همه آنها بخشی از پژوهش‌های بنیادی مرتبط با علوم اعصاب به‌شمار می‌آیند که به بررسی فرایندهای موجود در مغز می‌پردازد.
پژوهش‌های علوم اعصاب در دهه‌های اخیر به‌طور قابل توجهی گسترش یافته است. «دهه مغز»، طرح پیشنهاد شده توسط ایالات متحده در دهه ۱۹۹۰ بود که موجب افزایش تحقیقات در این زمینه شد و در سال ۲۰۱۳ توسط «طرح ابتکار مغز» دنبال شد. پروژه ارتباط انسانی، از دیگر طرح‌های تحقیقاتی مرتبط با مغز، از سال ۲۰۰۹ به مدت پنج سال ادامه داشت و اطلاعات مفیدی در رابطه با اتصالات آناتومیکی و کارکردی بخش‌های مغز ارائه کرد.

### روش‌ها
داده‌های مربوط به ساختار و کارکرد مغز انسان از روش‌های آزمایشی گوناگون، روی جانوران و انسان‌ها به دست می‌آید. اطلاعات بیماران مبتلا به ضربه و سکته مغزی اطلاعاتی در مورد عملکرد بخش‌هایی از مغز و اثرات آسیب مغزی ارائه کرده است. تصویربرداری عصبی برای تجسم مغز و ثبت فعالیت مغز و الکتروفیزیولوژی برای اندازه‌گیری، ثبت و نظارت بر فعالیت الکتریکی قشر مغز مورد استفاده قرار می‌گیرد. اندازه‌گیری‌ها ممکن است بر روی پتانسیل میدانی موضعی قشر مغز یا بر روی تنها یک نورون صورت پذیرد. از گرفتن نوار مغزی نیز برای ثبت فعالیت الکتریکی قشر مغز استفاده می‌شود؛ در این روش با استفاده از الکترودهایی که به صورت غیر مخرب روی پوست سر قرار دارد، سیگنال‌های ارسالی، ناشی از کارکرد مغز، ثبت و آنالیز می‌شود. 
روش‌های مخرب و آسیب زا نیز برای پژوهش بر روی مغز وجود دارد، یکی از این موارد الکتروکورتیکوگرافی (ECoG) است. در ECoG از الکترودهایی استفاده می‌شود که مستقیماً روی سطح مغز قرار می‌گیرند. از این روش برای نقشه‌برداری تحریکی قشر مغز، مطالعه رابطه بین نواحی قشر مغز و کارکرد سیستمیک آنها استفاده می‌شود. همچنین می‌توان با استفاده از میکروالکترودهای کوچک‌تری ضبط‌های تک واحدی را از یک نورون منفرد انجام داد که وضوح فضایی و زمانی بالایی را از فعالیت مغز ارائه می‌دهند. این روشِ اسکن مغزی امکان بررسی ارتباطِ بین فعالیت مغز با رفتار و ایجاد نقشه‌های عصبی را فراهم کرده است. گسترش ارگانوئیدهای مغزی راه‌هایی را برای مطالعه بیشتر، بر روی فرایندهای مرتبط با مغز مانند رشد، تکامل، پلاستیسیته و بیماری‌هایی نظیر دمانس، ام‌اس، صرع و … ایجاد نموده است.

### تصویربرداری

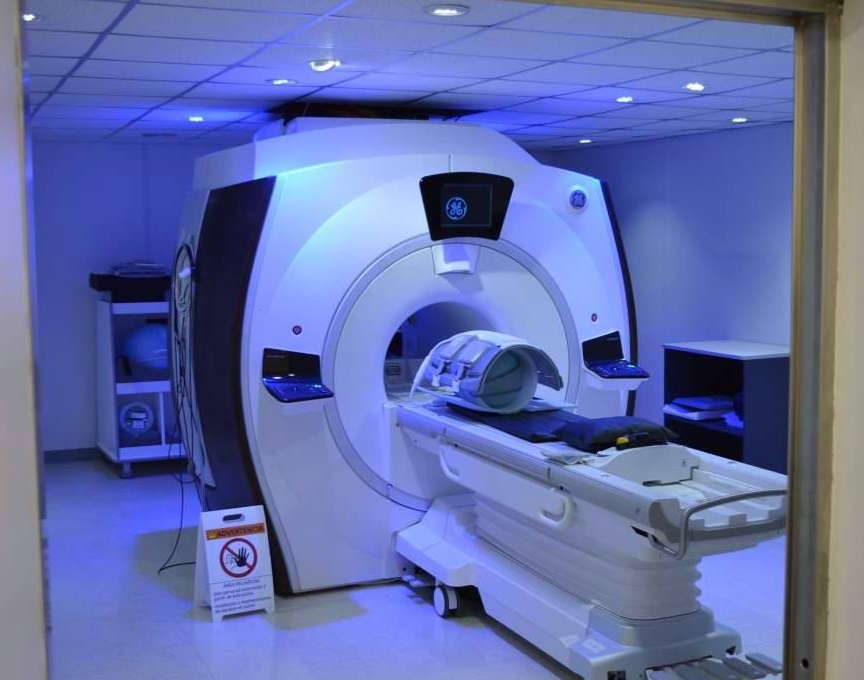
نمونه ای از دستگاه پت اسکن

تکنیک‌های تصویربرداری عصبی کارکردی تغییراتی را در فعالیت مغز نشان می‌دهند که به عملکرد نواحی خاص مغز مربوط می‌شود. یکی از روش‌های اف‌ام‌آرآی است که نسبت به روش‌های پیشین چون مقطع‌نگاری رایانه‌ای تک‌فوتونی و برش‌نگاری با گسیل پوزیترون مزیت‌های بیشتری دارد که به استفاده از مواد رادیواکتیو نیاز ندارد و وضوح بالاتری از فعالیت‌ها و ساختارهای مغز ارائه می‌دهد. روش دیگر طیف‌نگاری کارکردی فروسرخ نزدیک است. این روش‌ها بر پاسخ همودینامیک متکی هستند و اطلاعاتی از مغز که با تغییرات جریان خون مرتبط اند نشان می‌دهند. تصویر برداری مغز در نگاشت از عملکردهای مناطق مختلف مغز بسیار مفید است و اطلاعات مهمی را در اختیار محققان قرار می‌دهد. دیگر روش تصویر برداری، اف‌ام‌آرآی حالت استراحت، به بررسی تعامل بخش‌های مختلف مغز در زمان استراحت (زمانی که فعالیت خاصی انجام نمی‌دهد مانند خواب) می‌پردازد. این روش همچنین برای نشان دادن شبکه حالت پیش‌فرض نیز مورد استفاده قرار می‌گیرد.
هر جریان الکتریکی یک میدان مغناطیسی ایجاد می‌کند. نوسانات عصبی داخل مغز نیز، میدان‌های مغناطیسی ضعیفی را تشکیل می‌دهند که مگنتوانسفالوگرافی می‌تواند با استفاده از آن، تصویری از فعالیت موضعی مغز با وضوح بالا نشان دهد. تراکتوگرافی از ام‌آرآی و آنالیز تصویر برای ایجاد تصاویر سه بعدی از تنه عصبی مغز استفاده می‌کند. کانکتوگرام دستگاه دیگری است که یک نمایش گرافیکی از اتصالات عصبی مغز را ارائه می‌دهند.
تفاوت در ساختار مغز را می‌توان در برخی از اختلالات، به ویژه اسکیزوفرنی و زوال عقل، نسبت به حالت طبیعی به وسیلهٔ روش‌های تصویربرداری اندازه‌گیری کرد. یکی از منابع کلیدی جمع‌آوری اطلاعات در مورد عملکرد نواحی مغز، بررسی موارد آسیب دیده آن بخش‌ها است. همچنین رویکردهای زیست‌شناختی مختلف با استفاده از تصویربرداری، درک بهتری را در مواردی مانند اختلالات افسردگی و اختلال وسواس فکری-جبری به محققان داده است. پیشرفت‌ها در تصویربرداری عصبی، بینش عینی را در مورد اختلالات روانی امکان‌پذیر کرده است که منجر به تشخیص سریع‌تر، پیش‌آگهی دقیق‌تر و نظارت بهتر می‌شود.

### بیان ژن و پروتئین
بیوانفورماتیک رشته‌ای از مرتبط با زیست‌شناسی مولکولی است که شامل تکنیک‌های محاسباتی و آماری است و می‌تواند در مطالعات مغز انسان به‌ویژه در زمینه‌های بیان ژن و پروتئین مورد استفاده قرار گیرد. این رشته توانسته توالی ژنوم بسیاری از موجودات را شناسایی کند و درک بیشتر از ساختار مغز به محققان بدهد. بیوانفورماتیک، مطالعات ژنومیک، ژنومیک عملکردی، حاشیه‌نویسی دی‌ان‌ای، فناوری‌های رونویسی و شناسایی ژن‌ها امکان پژوهش بیشتر بر روی مغز را فراهم آورد و باعث شد مکان و عملکرد بسیاری از ژن‌ها مغز مورد بررسی قرار گیرد.
تا سال ۲۰۱۷، کمتر از ۲۰۰۰۰ ژن کد کننده پروتئین در انسان بیان شد بود، و حدود ۴۰۰ مورد از این ژن‌ها، مختص مغز تشخیص داده شدند. داده‌هایی که در مورد بیان ژن در مغز ارائه شده است به تحقیقات بیشتر در مورد تعدادی از اختلالات کمک کرده است. به عنوان مثال، استفاده طولانی مدت از الکل، بیان ژنِ تغییر یافته و تغییرات خاص سلولی در مغز را نشان داده است که ممکن است به اختلال مصرف الکل وابستگی داشته باشد. این تغییرات در ترنسکریپتومیکس سیناپسی در قشر جلوی مغز مشاهده شده است و به عنوان عاملی برای وابستگی به الکل و همچنین سایر سوءمصرف‌های مواد دیده می‌شود.
سایر مطالعات وابسته نیز شواهدی از تغییرات سیناپسی و از بین رفتن آنها در پیری مغز را آشکار نموده است. تغییرات در بیان ژن، سطوح پروتئین‌ها را در مسیرهای عصبی مختلف تغییر می‌دهد که در اختلال عملکرد یا از دست دادن تماس سیناپسی بسیار مشهود است. این اختلال بر بسیاری از ساختارهای مغز تأثیر می‌گذارد و تأثیر قابل توجهی بر نورون‌های بازدارنده دارد که منجر به کاهش سطح انتقال عصبی و به دنبال آن زوال شناختی و بیماری می‌شود.

## فیزیولوژی

### انتقال عصبی

تصویری از فرایند انتقال پیام عصبی در فضای سیناپسی

فعالیت مغز در اثر تعامل و فعالیت‌های پیچیده نورون‌ها شکل گرفته است. این تعامل و هماهنگی موجب شده انسان غالب بر ۱۰۶ بیت اطلاعات را در هر ثانیه به صورت خود آگاه پردازش کند. در صورت ایجاد اختلال در فعالیت نورون‌ها، ممکن است اختلالاتی همچون صرع و آلودینیا ایجاد شود. نورون از جسم سلولی، آکسون و دندریت تشکیل شده است. دندریت‌ها اغلب شاخه‌های گسترده‌ای هستند که اطلاعات را به صورت پیام عصبی از پایانه‌های آکسون سایر نورون‌ها یا به صورت گیرنده پیام‌های محرک‌های محیطی را دریافت می‌کنند. (گیرنده‌های درد و فشار) سیگنال‌های دریافتی ممکن است باعث شود، نورون یک پتانسیل عمل (سیگنال الکتروشیمیایی یا تکانه عصبی) را از طریق آکسون خود به پایانه آکسونی ارسال و از طریق فضایی به نام سیناپس آن را به دندریت‌ها یا جسم سلولی نورون بعد از خود منتقل کند. یک پتانسیل عمل غالباً در بخش اولیه آکسون، که شامل مجموعه ای تخصصی از پروتئین‌ها است، آغاز می‌شود. هنگامی که یک پتانسیل عمل به پایانه آکسونی می‌رسد، باعث آزاد شدن انتقال دهنده‌های عصبی واقع در وزیکول‌هایی (ترشح به صورت اگزوسیتوز) در سیناپس شده و با اتصال به گیرنده‌هایشان در نورون‌های پس سیناپسی، اختلاف پتانسیل را در این نورون‌ها تغییر می‌دهند. این انتقال دهنده‌های عصبی شیمیایی (ناقلین عصبی) دوپامین، سروتونین، GABA، گلوتامات و استیل کولین را شامل می‌شوند. GABA اصلی‌ترین انتقال دهنده عصبی بازدارنده و گلوتامات اصلی‌ترین انتقال دهنده عصبی تحریکی در مغز است. نورون‌ها در سیناپس‌ها با هم ارتباط بر قرار می‌کنند و مسیرهای عصبی، مدارهای عصبی و سیستم‌های پیچیده بزرگ مانند شبکه برجسته و شبکه حالت پیش فرض را تشکیل می‌دهند که فعالیت بین آن‌ها توسط فرآیند انتقال عصبی هدایت می‌شود.

### متابولیسم
مغز بیش از ۲۰ درصد از انرژی مورد استفاده بدن انسان را، بیش از هر اندامی دیگر، مصرف می‌کند. در انسان، گلوکز موجود در خون منبع اصلی تأمین انرژی بیشتر سلول‌های بدن است و برای انجام عملکردهای طبیعی در بسیاری از بافت‌ها، از جمله مغز، حیاتی است. متابولیسم مغز به‌طور معمول به گلوکز خون به عنوان یک منبع انرژی متکی است، اما در زمان پایین بودن گلوکز خون (مانند ابتدای صبح، حین ورزش‌های استقامتی یا مصرف محدود کربوهیدرات)، مغز از اجسام کتونی و مقدار کمتری گلوکز به عنوان سوخت استفاده می‌کند؛ همچنین می‌تواند از لاکتات در حین ورزش برای تأمین انرژی خود استفاده کند. مغز گلوکز را به شکل گلیکوژن، در مقادیر بسیار کمتر نسبت به کبد و ماهیچه‌های اسکلتی، ذخیره می‌کند. اسیدهای چرب بلند زنجیر نمی‌توانند از سد خونی-مغزی عبور کنند، به همین دلیل کبد آن‌ها را تجزیه کرده و اجسام کتونی تولید کند؛ با این حال، اسیدهای چرب کوتاه زنجیر (به عنوان مثال اسید بوتیریک، پروپیونیک اسید و استیک اسید) و اسیدهای چرب با زنجیرهٔ متوسط (مانند اکتانوئیک اسید و هپتانوئیک اسید)، می‌توانند از سد خونی مغزی عبور کرده و توسط سلول‌های مغزی متابولیزه شوند.

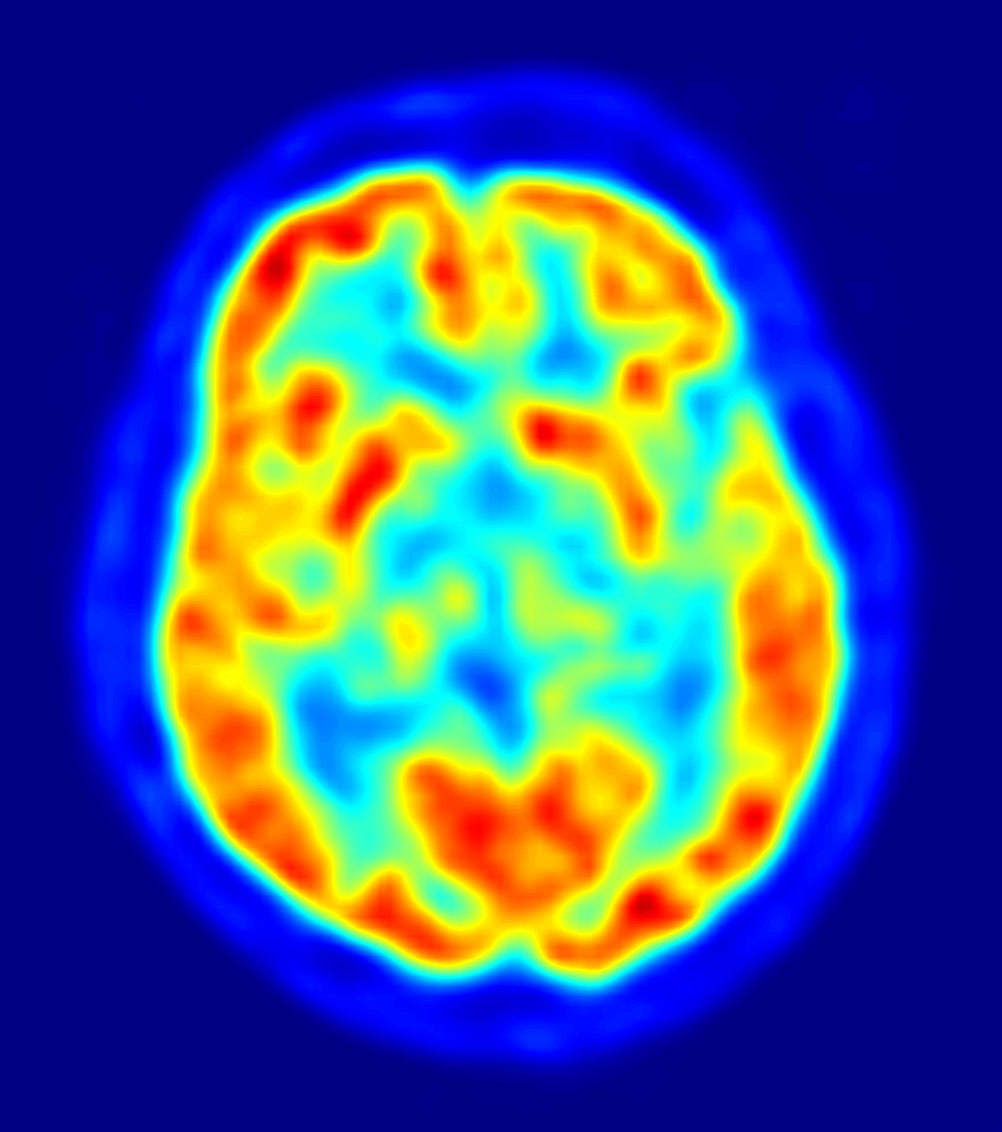
تصویربرداری PET از مغز انسان که مصرف انرژی را نشان می‌دهد.

اگرچه مغز انسان تنها ۲٪ از وزن بدن را شامل می‌شود، اما ۱۵٪ از حجم خون خروجی قلب، ۲۰٪ از کل اکسیژن مصرفی بدن و ۲۵٪ از کل گلوکز بدن را دریافت می‌کند. مغز بیشتر از گلوکز برای انرژی استفاده می‌کند و محرومیت از گلوکز، همان گونه که در هیپوگلیسمی اتفاق می‌افتد، می‌تواند منجر به از دست دادن هوشیاری شود. مصرف انرژیِ مغز در طول زمان تغییر زیادی نمی‌کند، اما مناطق فعال مغز، مانند کورتکس، انرژی بیشتری نسبت دیگر مناطق مغز مصرف می‌کنند؛ که اساس روش‌های تصویربرداریِ عصبیِ عملکردیِ برش‌نگاری با گسیل پوزیترون و اف‌ام‌آرآی است. این روش‌های تصویربرداری، تصویری سه بعدی از فعالیت متابولیک مغز ارائه می‌دهند. مطالعات اولیه نشان داد که فعالیت‌های متابولیکی مغزِ انسان در حدود پنج سالگی به حداکثر خود می‌رسد.
عملکرد خواب به‌طور کامل درک نشده است؛ با این حال، شواهدی وجود دارد که نشان می‌دهد خواب در پاکسازی مواد زائد متابولیکی، استراحت و ترمیم مغز، تثبیت حافظه و تنظیم ناقل‌های عصبی مؤثر است و بی خوابی بیش از حد می‌تواند، همانند نوشیدن الکل، فرایندهای عصبی را مختل کند. شواهد نشان می‌دهد که افزایش پاکسازی مواد زائد متابولیکی در طول خواب از طریق افزایش عملکرد سیستم گلیمپاتیک رخ می‌دهد.خواب همچنین ممکن است با تضعیف ارتباطات غیر ضروری (هرس سیناپسی) بر تنظیم و تثبیت عملکردهای شناختی تأثیر بگذارد.

## اهمیت بالینی

### آسیب مغز
آسیب به مغز می‌تواند به شکل‌های گوناگونی نمایان گردد. ضربه مغزی، به عنوان مثال در ورزشهای برخوردی، پس از سقوط، یا تصادف رانندگی یا کار، می‌تواند با مشکلات فوری و بلند مدت همراه باشد. مشکلات فوری ممکن است شامل خونریزی در مغز باشد، این اسیب‌دیدگی ممکن است بافت مغز را فشرده کرده یا به خونرسانی آن آسیب برساند. ممکن است کبودی در مغز ایجاد شود. کبودی ممکن است باعث آسیب گسترده به مجاری عصبی شود که می‌تواند منجر به وضعیت آسیب آکسون شود. شکستگی جمجمه، آسیب به ناحیه ای خاص، ناشنوایی و ضربه مغزی نیز از جمله آسیب‌های احتمالی هستند. علاوه بر محل آسیب، طرف مقابل مغز نیز ممکن است تحت تأثیر قرار گیرد که به آن آسیب پیشانی می‌گویند. مسائل طولانی مدت که ممکن است ایجاد شوند شامل اختلال اضطراب پس از سانحه و آب آوردن مغز است. انسفالوپاتی تروماتیک مزمن می‌تواند به دنبال آسیب‌های ترومای سر ایجاد شود.

### زوال عصبی
بیماری‌های تخریب‌کننده عصبی منجر به آسیب پیشرونده به قسمت‌های مختلف عملکرد مغز می‌شود و با افزایش سن بدتر می‌شود. نمونه‌های رایج شامل زوال عقل مانند بیماری آلزایمر، زوال عقل الکلی یا زوال عقل عروقی است. بیماری پارکینسون؛ و سایر علل نادر عفونی ، ژنتیکی یا متابولیک مانند بیماری هانتینگتون، بیماریهای نورون حرکتی، اختلالات شناختی مرتبط با ایدز، زوال عقل ناشی از سفلیس و بیماری ویلسون از دیگر بیماری‌های این دسته به‌شمار می‌روند. بیماری‌های تخریب‌کننده عصبی می‌توانند قسمتهای مختلف مغز را تحت تأثیر قرار دهند و بر حرکت، حافظه و شناخت تأثیر بگذارند.
مغز، اگرچه توسط سد خونی - مغزی محافظت می‌شود، اما می‌تواند تحت تأثیر عفونت‌هایی از جمله ویروس‌ها، باکتری‌ها و قارچ‌ها قرار گیرد. عفونت ممکن است شامگان (مننژیت)، ماده مغز (آنسفالیت)، یا در داخل ماده مغز (مانند آبسه مغزی) باشد. بیماری‌های نادر پریون از جمله بیماری کروتزفلد -یاکوب و سویه آن، و کورو نیز ممکن است بر مغز تأثیر بگذارد.

### تومور مغزی
تومورهای مغزی می‌توانند خوش‌خیم یا سرطانی باشند. بیشتر تومورهای بدخیم از قسمت دیگری از بدن، بیشتر از ریه، سینه و پوست به‌وجود می‌آیند. سرطان بافت مغز نیز می‌تواند رخ دهد و از هر بافت داخل و اطراف مغز منشأ می‌گیرد. مننژیوما، سرطان مننژهای اطراف مغز، رایج‌تر از سرطان‌های بافت مغزی است. سرطان‌های درون مغز ممکن است علائم مربوط به اندازه یا موقعیت خود را ایجاد کنند، با علائمی از جمله سردرد و حالت تهوع، یا گسترش تدریجی نشانه‌های کانونی مانند مشکل در دیدن تدریجی، خوردن، صحبت کردن یا تغییر خلق و خو همراه است. سرطان‌ها به‌طور کلی با استفاده از سی‌تی اسکن و اسکن ام‌آرآی بررسی می‌شوند. انواع گوناگونی آزمایش از جمله آزمایش خون و لامبر پانچر ممکن است برای بررسی علت سرطان و ارزیابی نوع و مرحله سرطان مورد استفاده قرار گیرد. کورتیکواستروئید دگزامتازون اغلب برای کاهش تورم بافت مغزی در اطراف تومور تجویز می‌شود. ممکن است جراحی در نظر گرفته شود، اما با توجه به ماهیت پیچیده بسیاری از تومورها یا بر اساس مرحله یا نوع تومور، پرتودرمانی یا شیمی درمانی مناسب تر تلقی می‌شود.

### اختلالات روانی
اختلالات روانی مانند افسردگی، روان‌گسیختگی، اختلال دوقطبی، اختلال استرس پس از سانحه اختلال کم‌توجهی - بیش‌فعالی، اختلال وسواس فکری-عملی، سندرم تورت و اعتیاد، با عملکرد مغز ارتباط دارند. درمان اختلالات روانی ممکن است شامل روان‌درمانی، روان‌پزشکی، مداخله اجتماعی و بازیابی شخصی یا رفتاردرمانی شناختی باشد. مسائل اساسی و پیش آگهی‌های مرتبط بین افراد به‌طور قابل توجهی متفاوت است.

### صرع
تصور می‌شود که تشنج‌های صرعی مربوط به فعالیت‌های الکتریکی غیرطبیعی است. فعالیت تشنجی می‌تواند به صورت فقدان هوشیاری، اثرات کانونی مانند حرکت اندام یا موانع گفتاری نمایان گردد، یا ماهیتی کلی داشته باشد. بحران صرعی به تشنج یا مجموعه ای از حمله‌هایی گفته می‌شود که بیش از ۵ دقیقه ادامه پیدا کند. تشنج دلایل زیادی دارد، با این حال بسیاری از تشنج‌ها بدون یافتن علت قطعی رخ می‌دهند. در افراد مبتلا به صرع، عوامل خطر برای تشنج بیشتر ممکن است شامل بی خوابی، مصرف دارو و الکل و استرس باشد. تشنج‌ها ممکن است با استفاده از آزمایش خون، نوار مغزی یا EEG و تکنیک‌های مختلف تصویربرداری پزشکی بر اساس سابقه پزشکی و یافته‌های معاینه بالینی ارزیابی شوند. علاوه بر درمان علت زمینه ای و کاهش قرار گرفتن در معرض عوامل خطر، داروهای ضد تشنج می‌توانند در جلوگیری از تشنج بیشتر نقش داشته باشند.

### اختلال مادرزادی
برخی از اختلالات مغزی مانند تی-سکس اختلال مادرزادی هستند، و با جهش‌های ژنتیکی و کروموزومی مرتبط هستند. گروه نادری از اختلالات مادرزادی چون سفالیک که به عنوان لیسنسفالی شناخته می‌شوند، با فقدان یا ناکافی شدن چین خوردگی قشر مشخص می‌شود. رشد طبیعی مغز می‌تواند در دوران بارداری تحت تأثیر کمبودهای تغذیه‌ای، تراتوژن‌ها، بیماری‌های عفونی، و استفاده از داروهای تفریحی، از جمله الکل که ممکن است منجر به ناهنجاری‌های جنینی ناشی از الکل شود گردد.

### سکته مغزی

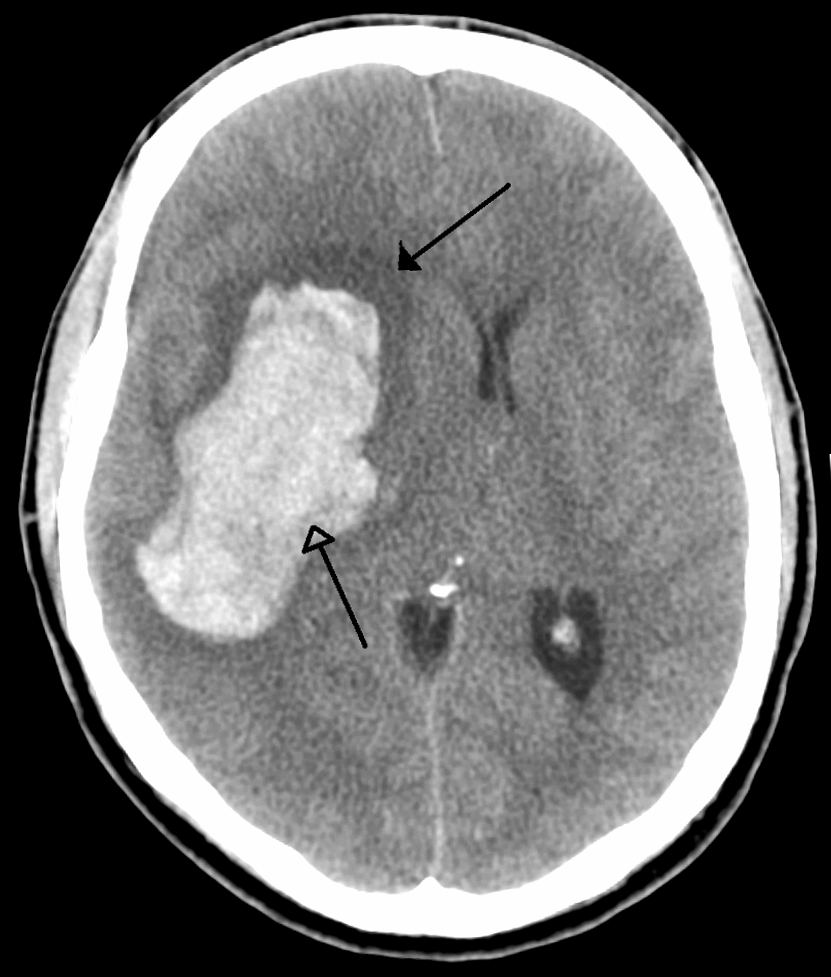
سی تی اسکن خونریزی مغزی، نشان دادن خونریزی داخل پارانشیمی (پیکان پایین) با ادم اطراف (پیکان بالا)

سکته مغزی کاهش خون رسانی به ناحیه ای از مغز است که باعث مرگ سلولی و آسیب مغزی می‌شود. این آسیب می‌تواند منجر به طیف وسیعی از علائم شود، از جمله علائم «سریع» افتادگی صورت، ضعف بازو و مشکلات گفتاری (از جمله در صحبت کردن و یافتن کلمات یا تشکیل جملات) هستند. علائم مربوط به عملکرد ناحیه آسیب دیده مغز است و می‌تواند به محل و علت احتمالی سکته مغزی اشاره کند. مشکلات حرکتی، گفتاری یا بینایی معمولاً مربوط به مخ است، در حالی که عدم تعادل، دوبینی، سرگیجه و علائم که بر بیش از یک طرف بدن تأثیر می‌گذارد معمولاً مربوط به ساقه مغز یا مخچه است.
بیشتر سکته‌های مغزی ناشی از از دست دادن خون است، معمولاً به دلیل آمبولی، پارگی پلاک چربی باعث ایجاد ترومبوز یا تنگ شدن شریان‌های کوچک می‌شود. سکته مغزی همچنین می‌تواند ناشی از خونریزی درون مغز باشد. حملات ایسکمی گذرا (TIAs) سکته‌هایی هستند که علائم آنها در عرض ۲۴ ساعت برطرف می‌شود. بررسی سکته مغزی شامل یک معاینه پزشکی (از جمله معاینه عصبی) و گرفتن سابقه پزشکی، با تمرکز بر مدت زمان علائم و عوامل خطر (از جمله فشار خون بالا، فیبریلاسیون دهلیزی و سیگار کشیدن) خواهد بود. در بیماران جوانتر نیاز به بررسی بیشتر است. برای تشخیص فیبریلاسیون دهلیزی ممکن است نوار قلب و بیوتل متری انجام شود. سونوگرافی می‌تواند تنگی سرخرگ کاروتید را بررسی کند. از اکوکاردیوگرام می‌توان برای جستجوی لخته در قلب، نارسایی دریچه قلب یا وجود یک نقص دیواره بین‌دهلیزیتخمدان ثبت شده استفاده کرد. آزمایش خون به‌طور معمول به عنوان بخشی از تشخیص پزشکی شامل آزمایش دیابت و مشخصات چربی انجام می‌شود.
برخی از درمان‌های سکته مغزی از نظر زمانی بسیار مهم هستند. این موارد شامل انحلال لخته یا برداشتن لخته برای سکته‌های ایسکمیک و رفع فشار برای سکته‌های خونریزی مغزی است.  آنجایی که سکته مغزی از نظر زمانی بسیار مهم است، بیمارستان‌ها و حتی مراقبت‌های پیش از بیمارستان سکته مغزی شامل تحقیقات سریع است-معمولاً سی تی اسکن برای بررسی سکته مغزی دارای خونریزی و آنژیوگرافی یا سی‌تی برای ارزیابی شریان‌های تأمین کننده مغز استفاده می‌شود. اسکن‌های تصویرسازی تشدید مغناطیسی یا ام‌آرآی، که به‌طور گسترده در دسترس نیستند، ممکن است بتوانند ناحیه آسیب دیده مغز را به ویژه در سکته مغزی ایسکمیک با دقت بیشتری نشان دهند.
با تجربه سکته مغزی، ممکن است فردی در واحد سکته مغزی بستری شود و درمانها به عنوان پیشگیری از سکته‌های مغزی در آینده، از جمله ضد انعقاد مداوم (مانند آسپرین یا کلوپیدوگرل)، داروهای ضد فشار خون بالا و داروهای کاهش دهنده چربی خون، مورد استفاده قرار گیرد.  یک تیم میان‌رشته‌ای شامل آسیب شناسان گفتار، فیزیوتراپیست‌ها، کاردرمانگران و روانشناسان نقش مهمی در حمایت از فرد مبتلا به سکته مغزی و توانبخشی آنها ایفا می‌کند.  سابقه سکته مغزی خطر ابتلا به زوال عقل را حدود ۷۰ درصد و سکته مغزی جدید خطر را حدود ۱۲۰ افزایش می‌دهد.

### مرگ مغزی
مرگ مغزی به از بین رفتن کامل عملکرد مغزی اشاره می‌کند. این آسیب با کما، از دست دادن واکنش غیرارادی و توقف تنفس مشخص می‌شود، با این حال، اعلام مرگ مغزی از نظر جغرافیایی متفاوت است و همیشه پذیرفته نمی‌شود. در برخی کشورها نیز سندرم مرگ ساقه مغز تعریف شده است. اعلان مرگ مغزی می‌تواند پیامدهای عمیقی داشته باشد زیرا اعلامیه، بر اساس اصل بیهودگی پزشکی، با قطع حمایت از زندگی همراه خواهد بود و افرادی که دارای مرگ مغزی هستند اغلب دارای اعضای مناسب برای اهداء عضو هستند.  این فرایند اغلب با ارتباط ضعیف با خانواده بیماران مشکل‌تر می‌شود.
برای فرد مشکوک به مرگ مغزی تشخیص افتراقی مانند الکترولیت، عصبی و سرکوب شناختی مرتبط با دارو باید حذف شوند. آزمایش‌های واکنش غیرارادی و همچنین عدم پاسخ و تنفس می‌تواند در تصمیم‌گیری کمک کننده باشد. مشاهدات بالینی، از جمله عدم پاسخگویی کامل، یک تشخیص شناخته شده و شواهد تصویربرداری عصبی، ممکن است همه در تصمیم‌گیری برای مرگ مغزی نقش داشته باشند.

## تاریخچه

### دوره باستان

هیروگلیف برای کلمه «مغز» (حدود ۱۷۰۰ قبل از میلاد)

پاپیروس ادوین اسمیت، یک رساله پزشکی مصر باستان که در قرن هفدهم پیش از میلاد نوشته شده است، حاوی اولین اشاره ثبت شده به مغز است. هیروگلیف برای مغز، که هشت بار در این پاپیروس وجود دارد، نشانه‌ها، تشخیص و پیش آگهی دو آسیب ضربه‌ای به سر را توصیف می‌کند. پاپیروس سطح خارجی مغز، اثرات آسیب (از جمله تشنج و زبان‌پریشی)، مننژها و مایع مغزی نخاعی را ذکر می‌کند.
در قرن پنجم قبل از میلاد، الکمئون در مگنا گراسیا، برای اولین بار مغز را جایگاه ذهن در نظر گرفت. همچنین در قرن پنجم پیش از میلاد در آتن، نویسنده ناشناخته دربارهٔ بیماری مقدس، یک رساله پزشکی که بخشی از مجموعه بقراط است و به‌طور سنتی به بقراط نسبت داده می‌شود، معتقد بود که مغز مقر هوش است. ارسطو در زیست‌شناسی خود ابتدا قلب را جایگاه هوش می‌دانست و مغز را مکانیزم خنک‌کننده خون می‌دانست. او استدلال کرد که انسان‌ها از جانوران منطقی‌تر هستند، زیرا در کنار دلایل دیگر، مغز بزرگ‌تری برای خنک کردن خون‌گرم خود دارند. ارسطو مننژها را توصیف کرد و بین مخ و مخچه تمایز قائل شد.
هروفیلوس از خلقیدون در قرن چهارم و سوم پیش از میلاد، مخ و مخچه را متمایز کرد و اولین توصیف واضح بطن‌ها را ارائه کرد. و با اراسیستراتوس سیئوس روی مغزهای زنده آزمایش کرد. آثار آن‌ها در حال حاضر بیشتر از بین رفته است و ما از دستاوردهای آنها بیشتر به دلیل منابع ثانویه اطلاع داریم. برخی از اکتشافات آنها هزاره پس از مرگشان دوباره کشف شد. جالینوس پزشک آناتومیست در قرن دوم پس از میلاد، در زمان امپراتوری روم، مغز گوسفند، میمون، سگ و خوک را تشریح کرد. او نتیجه گرفت که از آنجایی که مخچه متراکم تر از مغز است، باید ماهیچه‌ها را کنترل کند، در حالی که مخ نرم است، باید جایی باشد که حواس پردازش شده است. جالینوس بیشتر این نظریه را مطرح کرد که مغز با حرکت ارواح حیوانی از طریق بطن‌ها عمل می‌کند.

### دوره رنسانس

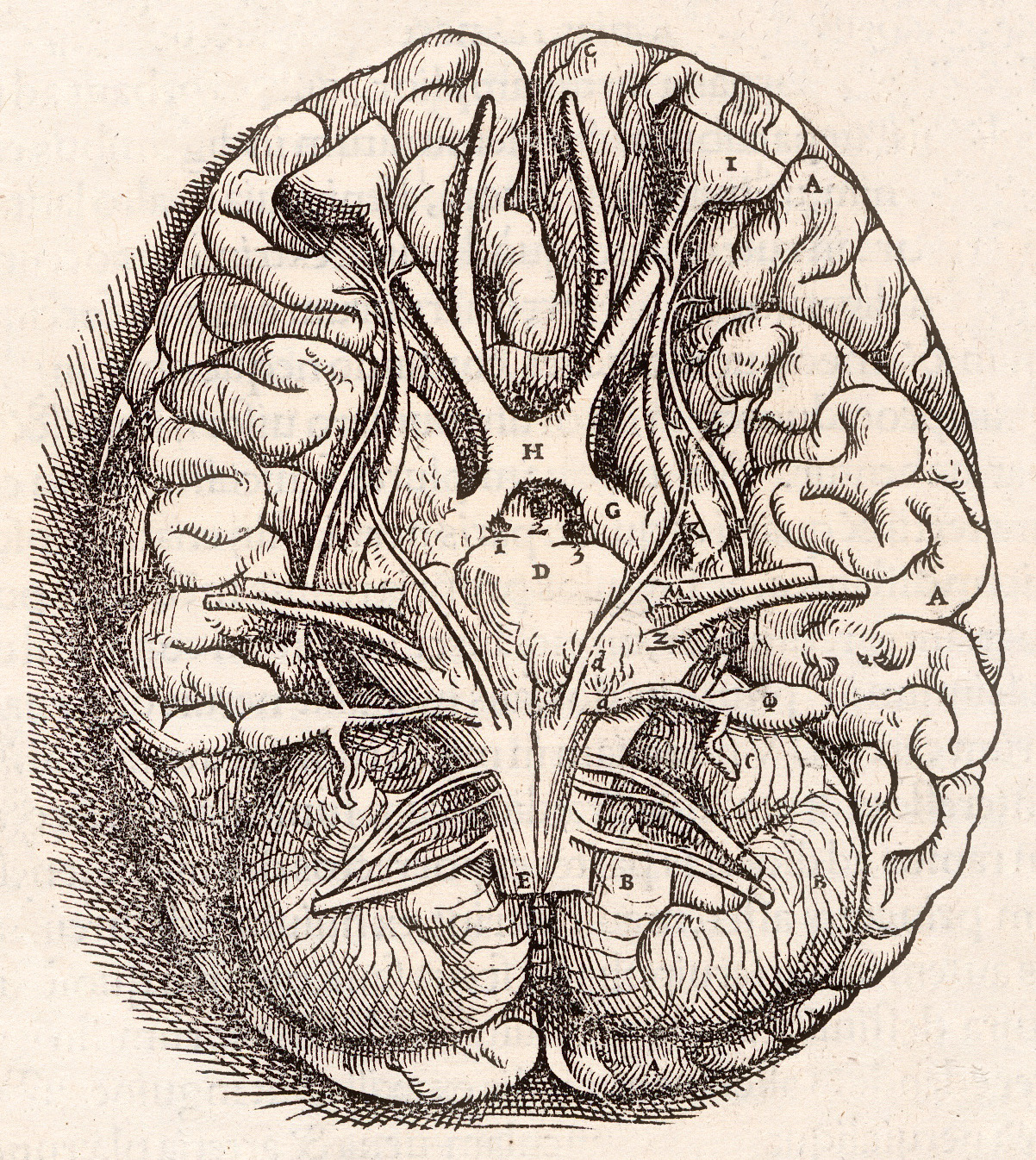
طراحی پایه مغز، از اثر آندریاس وسالیوس سال ۱۵۴۳ در کتاب فابریکا

در سال ۱۳۱۶، موندینو دی لوزی آناتومی مطالعه مدرن آناتومی مغز در دوران رنسانس را آغاز کرد. نیکولو ماسا در سال ۱۵۳۶ کشف کرد که مغزها با مایع پر شده است. آرکانجلو پیکولومینی رومی اولین کسی بود که بین مغز و قشر مخ تمایز قائل شد. در سال ۱۵۴۳ آندریاس وسالیوس کتاب هفت جلدی دربارهٔ آناتومی انسان منتشر کرد. کتاب هفتم مغز و چشم را با تصاویری دقیق از بطن‌ها، اعصاب جمجمه‌ای، غده هیپوفیز، مننژها، ساختارهای چشم، تغذیه عروقی مغز و نخاع و تصویری از اعصاب محیطی پوشش می‌دهد. وسالیوس این باور رایج را که بطن‌ها مسئول عملکرد مغز هستند رد کرد و استدلال کرد که بسیاری از جانوران سامانه بطنی مشابهی با انسان دارند، اما هوش واقعی ندارند.
رنه دکارت نظریه ثنویت را برای مقابله با موضوع رابطه مغز با ذهن ارائه کرد. او پیشنهاد کرد که غده صنوبری جایی است که ذهن با بدن در تعامل است، و به عنوان جایگاه روح و به عنوان رابطی است که ارواح جانوران از طریق آن از خون به مغز می‌رسند. این دوگانگی احتمالاً انگیزه‌ای برای آناتومیست‌های بعدی فراهم کرد تا رابطه بین جنبه‌های آناتومیکی و عملکردی آناتومی مغز را بیشتر بررسی کنند.

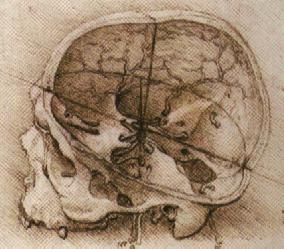
یکی از طرح‌های لئوناردو داوینچی از جمجمه انسان

توماس ویلیس را دومین پیشگام در مطالعه عصب‌شناسی و علوم مغز می‌دانند. او کتاب کالبدشناسی مغزی را در سال ۱۶۶۴ نوشت و به دنبال آن آسیب‌شناسی مغزی در سال ۱۶۶۷ منتشر شد. خون‌رسانی و توابع پیشنهادی مرتبط با نواحی مختلف مغز آن را مطالعه کرد. دایره ویلیس پس از تحقیقات او در مورد خونرسانی به مغز نام‌گذاری شد و او اولین کسی بود که از کلمه «عصب‌شناسی» استفاده کرد. او توانست مشخص کند قشر فقط از رگ‌های خونی تشکیل شده است، و دیدگاه دو هزاره اخیر که قشر فقط به‌طور اتفاقی مهم است.
در اواسط قرن نوزدهم، امیل دو بوآ ریموند و هرمان فون هلمهولتز توانستند از یک گالوانومتر برای نشان دادن اینکه تکانه‌های الکتریکی با سرعت قابل اندازه‌گیری در امتداد اعصاب عبور می‌کنند، استفاده کنند و دیدگاه معلم خود یوهانس پیتر مولر مبنی بر اینکه تکانه عصبی یک عملکرد حیاتی و قابل اندازه‌گیری نبود را رد کردند. ریچارد کاتن در سال ۱۸۷۵ تکانه‌های الکتریکی را در نیمکره مغزی خرگوش‌ها و میمون‌ها نشان داد. در دهه ۱۸۲۰، ژان پیر فلورنس پیشگام روش آزمایشی آسیب رساندن به بخش‌های خاصی از مغز جانوران بود که اثرات آن بر حرکت و رفتار را توصیف می‌کرد.

### دوره مدرن

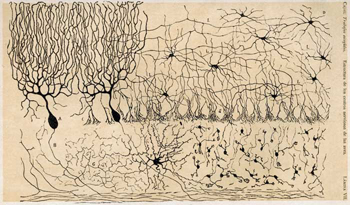
ترسیم یاخته‌های عصبی داخل مخچه توسط سانتیاگو رامون کاخال در کتاب ساختار عصبی پرندگان، مادرید، سال ۱۹۰۵

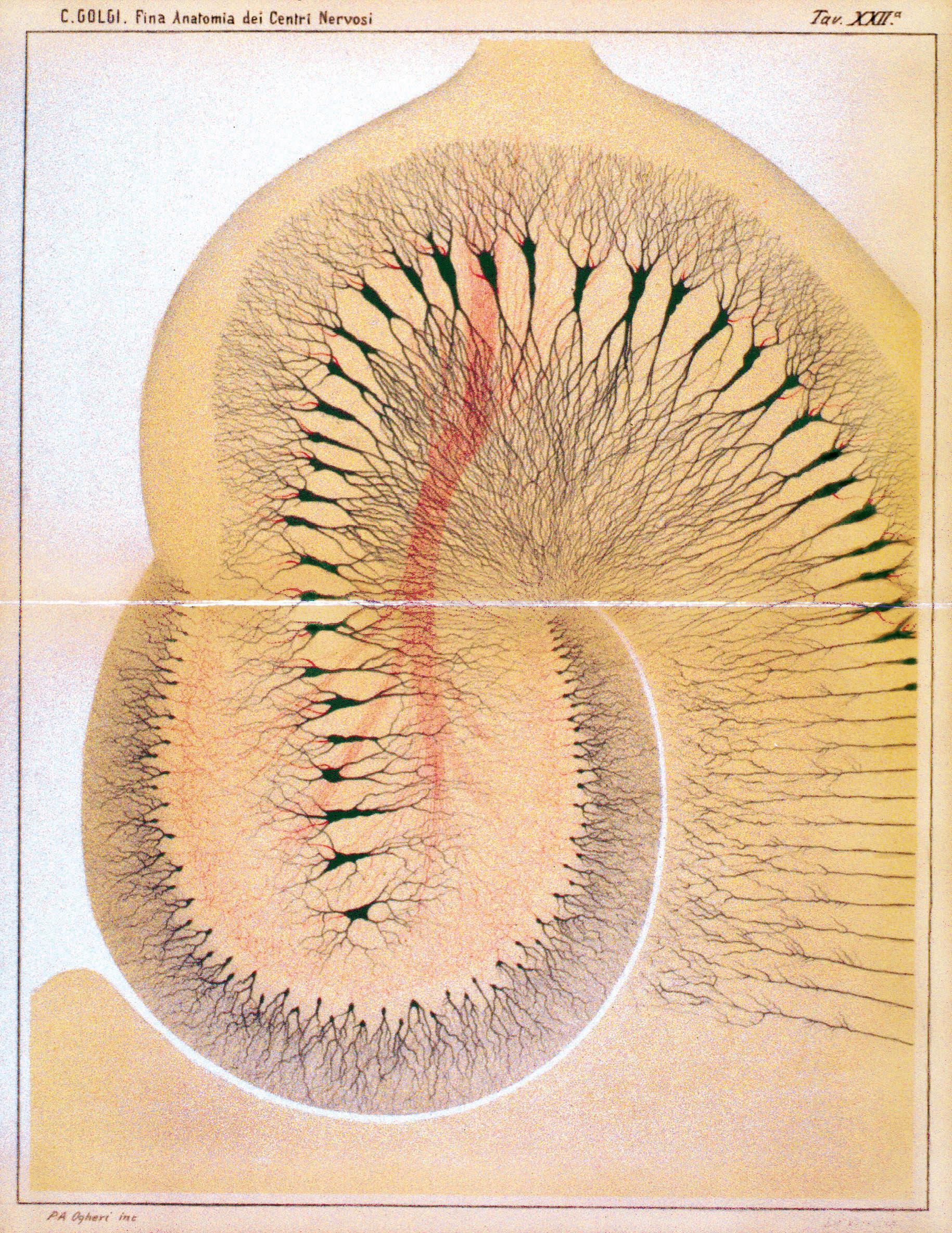
نقاشی کامیلو گلجی از بخش عمودی هیپوکامپ خرگوش، در گتاب آناتومی ظریف اندام‌های مرکزی دستگاه عصبی، ۱۸۸۵

مطالعات مغز با استفاده از میکروسکوپ و توسعه روش رنگ آمیزی بافتی با استفاده از نقره، توسط کامیلو گلگی در دهه ۱۸۸۰ پیچیده‌تر شد. این تحقیقات توانست ساختارهای پیچیده نورون‌های منفرد را نشان دهد. این مورد توسط سانتیاگو رامون کاخال مورد استفاده قرار گرفت و منجر به شکل‌گیری دکترین نورون شد، فرضیه انقلابی آن زمان که نورون واحد عملکردی مغز است. او از میکروسکوپ برای کشف بسیاری از انواع سلول‌ها استفاده کرد و عملکردهایی را برای سلول‌هایی که مشاهده کرد پیشنهاد کرد.ب ه همین دلیل، گلجی و کاخال به عنوان بنیانگذاران علوم اعصاب قرن بیستم در نظر گرفته می‌شوند که هر دو جایزه نوبل را در سال ۱۹۰۶ برای مطالعات و اکتشافات خود در این زمینه به دست آوردند.
چارلز شرینگتون کتاب تأثیرگذار خود را در سال ۱۹۰۶ به نام «عمل یکپارچه سیستم عصبی» منتشر کرد که به بررسی عملکرد رفلکس‌ها، رشد تکاملی سیستم عصبی، تخصص عملکردی مغز، و چیدمان و عملکرد سلولی سیستم عصبی مرکزی می‌پردازد. جان فارکور فولتون، مجله فیزیولوژی عصبی را تأسیس کرد و اولین کتاب درسی جامع فیزیولوژی سیستم عصبی را در سال ۱۹۳۸ منتشر کرد. علوم اعصاب در طول قرن بیستم به عنوان یک رشته دانشگاهی یکپارچه و مشخص شناخته شد. دیوید ریوچ، فرانسیس او اشمیت و استفان کوفلر نقش‌های مهمی در ایجاد این رشته ایفا کردند. ریوش ادغام تحقیقات پایه تشریحی و فیزیولوژیکی را با روان‌پزشکی بالینی در مؤسسه تحقیقات ارتش والتر رید آغاز کرد که از دهه ۱۹۵۰ شروع شد. در همان دوره، اشمیت برنامه تحقیقاتی علوم اعصاب را تأسیس کرد، یک سازمان بین دانشگاهی و بین‌المللی که علوم زیستی، پزشکی، روان‌شناسی و رفتاری را گرد هم می‌آورد. خود کلمه عصب‌شناسی از این برنامه سرچشمه می‌گیرد.
پل بروکا به دنبال کار بر روی بیماران آسیب‌دیده مغزی، مناطقی از مغز را با عملکردهای خاص، به ویژه زبان در ناحیه بروکا مرتبط کرد. جان هالینگز جکسون عملکرد قشر حرکتی را با مشاهده پیشرفت تشنج‌های صرع در بدن توصیف کرد. کارل ورنیکه منطقه ای را توصیف کرد که با درک و تولید زبان مرتبط است. کوربینین برادمن مناطقی از مغز را بر اساس ظاهر سلول‌ها تقسیم کرد. تا سال ۱۹۵۰، شرینگتون، جیمز پاپز و پال مکلین بسیاری از عملکردهای ساقه مغز و سیستم لیمبیک را شناسایی کردند. ظرفیت مغز برای سازماندهی مجدد و تغییر با افزایش سن، و یک دوره رشد بحرانی شناخته شده، به نوروپلاستیسیته نسبت داده می‌شود که توسط مارگارت کنارد، که در طول دهه ۱۹۳۰–۱۹۴۰ روی میمون‌ها آزمایش کرد، پیشگام بود.
هاروی کوشینگ (۱۸۶۹–۱۹۳۹) به عنوان اولین جراح مغز ماهر در جهان شناخته می‌شود. در سال ۱۹۳۷، والتر دندی عمل جراحی مغز و اعصاب عروقی را با انجام اولین جراحی آنوریسم مغزی آغاز کرد.

## فلسفه و فرهنگ
انسان‌شناسی-عصبی به مطالعه رابطه بین فرهنگ و مغز می‌پردازد. به بررسی این موضوع می‌پردازد که چگونه مغز باعث ایجاد فرهنگ می‌شود و چگونه فرهنگ بر رشد مغز تأثیر می‌گذارد. تفاوت‌های فرهنگی و ارتباط آنها با رشد و ساختار مغز در زمینه‌های مختلف مورد پژوهش قرار گرفته است.

### ذهن

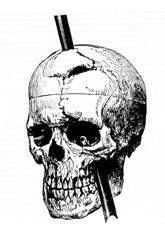
جمجمه فینیاس گیج با مسیر میله آهنی که از آن عبور کرد بدون اینکه او را بکشد، اما شناخت او را تغییر داد. این مورد کمک کرد تا افراد متقاعد شوند که عملکردهای ذهنی در مغز قرار دارند.

فلسفه ذهن موضوعاتی مانند مشکل درک آگاهی و مشکل ذهن و بدن را مطالعه می‌کند. رابطه بین مغز و ذهن یک چالش مهم هم از نظر فلسفی و هم از نظر علمی است. این مسئله به دلیل دشواری در توضیح چگونگی اجرای فعالیت‌های ذهنی، مانند افکار و احساسات، توسط ساختارهای فیزیکی مانند نورون‌ها و سیناپس‌ها یا هر نوع مکانیسم فیزیکی دیگری است. این مشکل توسط گوتفرید لایب نیتس در قیاس معروف به آسیاب لایبنیتس بیان شد:
انسان موظف است اعتراف کند که ادراک و آنچه وابسته به آن است، بر اساس اصول مکانیکی، یعنی با اشکال و حرکات قابل توضیح نیست. با تصور اینکه ماشینی وجود دارد که ساختش آن را قادر می‌سازد فکر کند، حس کند و ادراک داشته باشد، می‌توان آن را بزرگ‌تر در حالی که همان نسبت‌ها را حفظ کرد، تصور کرد، به طوری که می‌توان وارد آن شد، درست مانند یک آسیاب بادی. با فرض این، هنگام بازدید از آن، باید فقط بخش‌هایی را بیابد که یکدیگر را هل می‌دهند، و هرگز چیزی را برای توضیح یک ادراک.— لایب نیتس، مونادولوژی
تردید در مورد امکان تبیین مکانیکی اندیشه، رنه دکارت و اکثر فیلسوفان دیگر همراه با او را به سوی دوآلیسم سوق داد: این باور که ذهن تا حدی مستقل از مغز است. با این حال، همیشه یک استدلال قوی در جهت مخالف وجود داشته است. شواهد تجربی واضحی وجود دارد که نشان می‌دهد دستکاری‌های فیزیکی یا آسیب‌های مغزی (به‌عنوان مثال توسط داروها یا ضایعات، به ترتیب) می‌توانند ذهن را به روش‌های قوی و صمیمی تحت تأثیر قرار دهند. در قرن نوزدهم، مورد فینیاس گیج، کارگر راه‌آهن که توسط میله آهنی محکمی که از مغزش می‌گذشت مجروح شد، هم محققان و هم مردم را متقاعد کرد که عملکردهای شناختی در مغز متمرکز شده‌اند. با پیروی از این خط فکری، مجموعه وسیعی از شواهد تجربی برای ارتباط نزدیک بین فعالیت مغز و فعالیت ذهنی، اکثر دانشمندان علوم اعصاب و فیلسوفان معاصر را به مادی‌گرایی سوق داده است و معتقدند که پدیده‌های ذهنی در نهایت نتیجه یا قابل تقلیل به پدیده‌های فیزیکی هستند.

### اندازه مغز
اندازه مغز و هوش افراد ارتباط قوی با هم ندارند. مطالعات تمایل دارند همبستگی‌های کوچک تا متوسط (به‌طور متوسط حدود ۰٫۳ تا ۰٫۴) بین حجم مغز و IQ را نشان دهند. ثابت‌ترین ارتباط‌ها در لوب‌های پیشانی، گیجگاهی و آهیانه، هیپوکامپی و مخچه مشاهده می‌شود، اما اینها تنها مقدار نسبتاً کمی از واریانس در IQ را نشان می‌دهند، که خود فقط یک رابطه جزئی با هوش عمومی و عملکرد جهانی واقعی دارد.
جانوران دیگر از جمله نهنگ‌ها و فیل‌ها مغز بزرگتری نسبت به انسان دارند. با این حال، وقتی نسبت توده مغز به بدن در نظر گرفته شود، مغز انسان تقریباً دو برابر بزرگتر از دلفین‌های بینی‌بطری و سه برابر بزرگتر از یک شامپانزه است. با این حال، نسبت بالا به خودی خود نشان‌دهنده هوش نیست: جانوران بسیار کوچک نسبت بالایی دارند و حشره‌خواران درختی بیشترین ضریب را در بین پستانداران دارد.

### در فرهنگ عامه

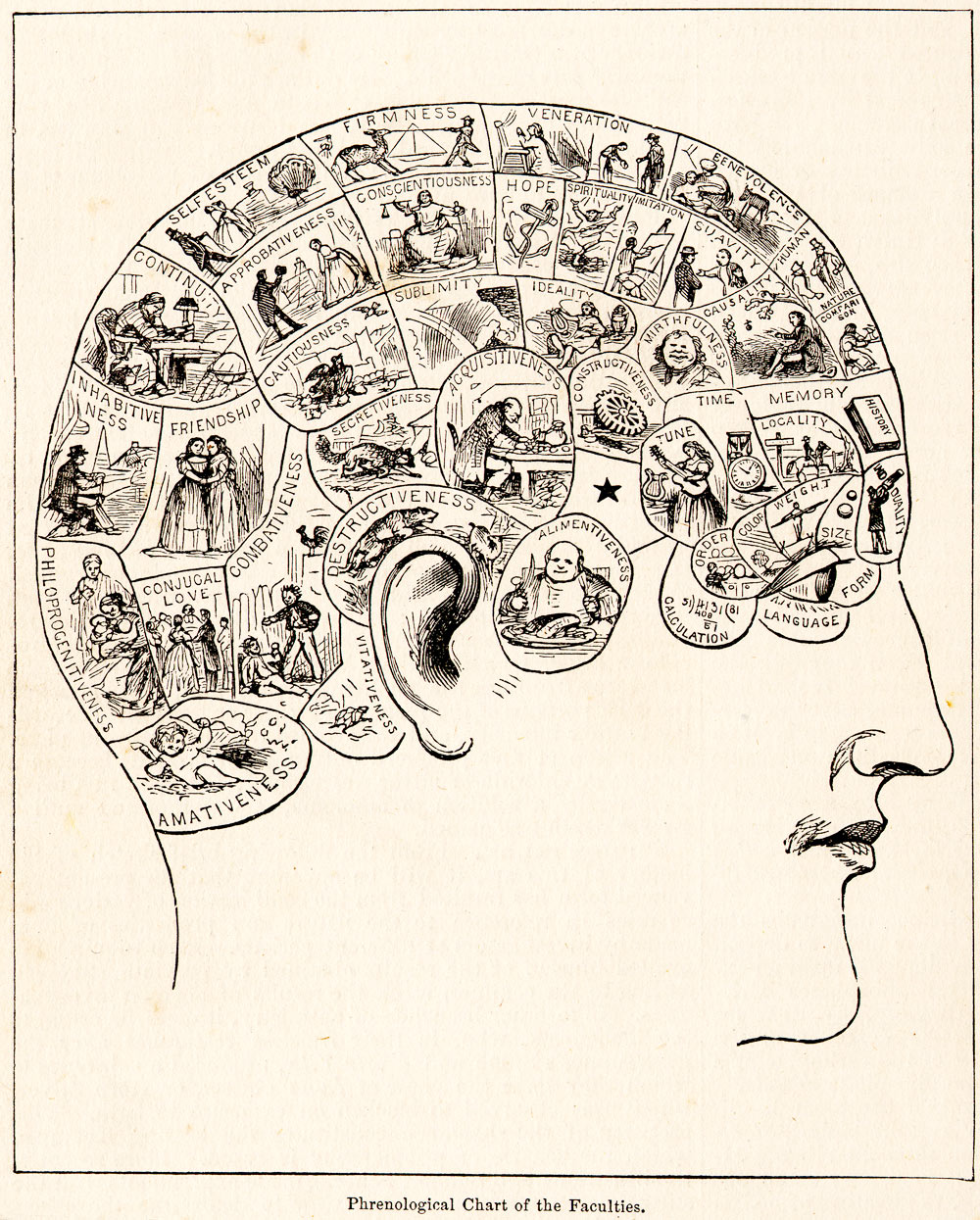
فرنولوژی نمایش داده شده در نگاره ای مربوط به سال ۱۸۸۳

عقاید پیشین در مورد اهمیت نسبی اندام‌های مختلف بدن انسان، گاهی بر قلب تأکید می‌کرد. در مقابل، تصورات رایج غربی مدرن، تمرکز فزاینده ای را بر مغز معطوف کرده است.
تحقیقات برخی تصورات غلط رایج در مورد مغز را رد کرده است. این تصورات باستانی و مدرن می‌شود. این درست نیست (به عنوان مثال) که نورون‌ها بعد از دو سالگی جایگزین نمی‌شوند. و نه اینکه انسان‌های عادی فقط از ده درصد مغز استفاده می‌کنند. فرهنگ عامه نیز با بیان اینکه عملکردها کاملاً مختص یک طرف مغز یا طرف دیگر است، جانبی شدن مغز را بیش از حد ساده کرده است. آکیو موری اصطلاح «بازی مغز» را برای این تئوری غیرقابل اعتماد ابداع کرد که گذراندن دوره‌های طولانی بازی‌های ویدئویی به ناحیه پیش پیشانی مغز آسیب می‌رساند و بیان احساسات و خلاقیت را مختل می‌کند.
از نظر تاریخی، به‌ویژه در اوایل قرن نوزدهم، مغز در فرهنگ عامه از طریق فرنولوژی و شبه‌علم که ویژگی‌های شخصیتی را به مناطق مختلف قشر مغز اختصاص می‌داد، نمایان شد. قشر در فرهنگ عامه همچنان مهم است که در کتابها و طنزها پوشش داده شده است.
مغز انسان می‌تواند در داستان‌های علمی تخیلی با مضامینی مانند پیوند مغز و سایبورگ‌ها (موجودی با ویژگی‌هایی مانند مغزهای مصنوعی) ظاهر شود. کتاب علمی-تخیلی ۱۹۴۲ (که سه بار برای سینما اقتباس شده است) مغز دونووان داستان مغزی منزوی را روایت می‌کند که در شرایط آزمایشگاهی زنده نگه داشته می‌شود و به تدریج شخصیت قهرمان کتاب را در اختیار می‌گیرد.

## کالبدشناسی تطبیقی
مغز انسان دارای خواص بسیاری است که در همه مغزهای مهره‌داران مشترک است. بسیاری از ویژگی‌های آن به ویژه قشر مغز شش لایه و مجموعه‌ای از ساختارهای مرتبط، از جمله هیپوکامپ و آمیگدال در مغز همه پستانداران مشترک است، قشر مغز در انسان نسبت به بسیاری از پستانداران دیگر بزرگتر است. انسانها نسبت به پستانداران کوچکتر مانند موش صحرایی و گربه، قشر ارتباطی، بخشهای حسی و حرکتی بیشتری دارند.
مغز انسان به عنوان مغز پستانداران، قشر مغز بسیار بزرگ‌تری نسبت به اندازه بدن و از اکثر پستانداران و یک سیستم بینایی بسیار توسعه یافته دارد. به عنوان یک مغز انسان نما، مغز انسان حتی در مقایسه با مغز یک میمون معمولی به‌طور قابل توجهی بزرگ شده است. توالی تکامل انسان از استرالوپیتکوس (چهار میلیون سال پیش) تا انسان خردمند با افزایش مداوم در اندازه مغز مشخص شد. با افزایش اندازه مغز، این اندازه و شکل جمجمه را تغییر داد، (از حدود ۶۰۰ سانتی‌متر مکعب در انسان ماهر به میانگین حدود ۱۵۲۰ سانتی‌متر مکعب در نئاندرتال). تفاوت در DNA، بیان ژن، و تعاملات ژن-محیط به توضیح تفاوت‌های بین عملکرد مغز انسان و سایر نخستی‌ها کمک می‌کند.

## واژه‌نامه
1. ↑  allocortext
2. ↑  association areas، نواحی ارتباطی
3. ↑  cerebellar peduncles
4. ↑  CircumVentricular Organs (CVO)
5. ↑  neurotransmission
6. ↑  Mind-Body Problem
7. ↑  Donovan's Brain
8. ↑  Sagittal plane
9. ↑  precentral gyrus
10. ↑  postcentral gyrus
11. ↑  cerebellum، از زبان لاتین به معنای: مغزِ کوچک
12. ↑  glia limitans
13. ↑  longitudinal fissure
14. ↑  petalia
15. ↑  gyrus
16. ↑  sulcus
17. ↑  Brodmann's areas
18. ↑  association areas
19. ↑  septum pellucidum
20. ↑  nucleus accumbens
21. ↑  olfactory tubercle
22. ↑  flocculondular lobe
23. ↑  cerebellar peduncles
24. ↑  neural stem cells
25. ↑  Bergmann glia
26. ↑  tanycytes
27. ↑  stellate cells
28. ↑  glia limitans
29. ↑  neuroimmune system
30. ↑  effector cell
31. ↑  ELAV-like protein 3
32. ↑  Neurogranin
33. ↑  Receptor expression-enhancing protein 2
34. ↑  Glial fibrillary acidic protein
35. ↑  S100 calcium-binding protein B
36. ↑  Oligodendrocyte transcription factor
37. ↑  Subarachnoid cisterns
38. ↑  meningeal lymphatic vessels
39. ↑  carotid canal
40. ↑  cavernous sinus
41. ↑  Cerebral veins
42. ↑  Great cerebral vein
43. ↑  Superior_sagittal_sinus
44. ↑  Straight_sinus
45. ↑  Pericytes
46. ↑  circumventricular organs
47. ↑  Motor cortex
48. ↑  Precentral gyrus
49. ↑  premotor area
50. ↑  Supplementary motor area
51. ↑  Corticospinal tract
52. ↑  Medullary pyramids
53. ↑  motor homunculus
54. ↑  Ventrobasal complex
55. ↑  Spinothalamic tract
56. ↑  Pneumotaxic centre
57. ↑  Decade of the Brain
58. ↑  Cortical stimulation mapping
59. ↑  Single-unit recordings
60. ↑  Haemodynamic response
61. ↑  Brain morphometry
62. ↑  Axon terminal
63. ↑  Salience network
64. ↑  Default mode network
65. ↑  Glymphatic system
66. ↑  Diffuse_axonal_injury
67. ↑  Skull_fracture
68. ↑  Coup_contrecoup_injury
69. ↑  Edwin Smith Papyrus
70. ↑  Medical_literature
71. ↑  Sensorium
72. ↑  On the Sacred Disease
73. ↑  Aristotle's biology
74. ↑  Mondino de Luzzi's Anathomia
75. ↑  Niccolò Massa
76. ↑  Arcangelo Piccolomini
77. ↑  Anatomy of the brain
78. ↑  Richard Caton
79. ↑  Jean Pierre Flourens
80. ↑  Neuron doctrine
81. ↑  John Farquhar Fulton
82. ↑  David Rioch
83. ↑  Francis O. Schmitt
84. ↑  Stephen Kuffler
85. ↑  Korbinian Brodmann
86. ↑  James Papez
87. ↑  Paul D. MacLean
88. ↑  Margaret Kennard
89. ↑  Walter Dandy